# 京都市営バス横大路営業所
京都市営バス横大路営業所（きょうとしえいバスよこおおじえいぎょうしょ）は、京都市伏見区横大路橋本にある京都市営バスの営業所。整備は阪急阪神エムテックに委託されている。
全国で初めて公営交通の運行を民間（最初は阪急バスのみ）に委託した営業所で、伏見区、南区のほか、かつては四条烏丸、四条大宮を起点とする右京区や北区など営業所からかなり離れた不採算路線も運行していた。
13、特13、18、特18、19、20、22、43、69、81、南1、南2、南3、南5の各系統が阪急バス、16、84、南6、南8の各系統はエムケイにて運行している。所轄の系統が多いこともあり、運転席後部に掲示しているバスの路線案内表は、阪急バス委託用とエムケイ委託用の2種類がある。
操車業務は、竹田操車場（最寄停留所は竹田駅西口）、壬生操車場（最寄停留所はみぶ操車場前）、二条操車場（最寄停留所は二条駅西口）、三哲操車場（最寄停留所は下京区総合庁舎前）でも行なっている。

## 沿革
- 1973年11月28日 - 京都市営バス横大路営業所を開設する。
- 1986年3月31日 - 13号系統（甲、内回り）を梅津営業所から移管する。
- 1987年9月5日 - 特81号系統を新設する。
- 1988年6月11日 - 特18号、南1号、南2号、南3号、南4号、南5号系統を新設する。（旧）20号、23号、60号、83号系統を廃止する。43号系統を梅津営業所に、78号系統を五条営業所にそれぞれ移管する。13号系統がすべて横大路営業所の運行となる。
- 1989年7月1日 - 臨13号、臨18号系統を新設する。43号系統を梅津営業所から移管する。
- 1994年3月26日 - 特13号系統を新設する。
- 1997年10月12日 - 21号、特81号、特南2号、臨南2号、南4号系統を廃止する。20号、南8号系統を新設する。
- 2000年3月25日 - 18号（特18号・臨18号含む）、22号、42号、43号、南1号、南2号（臨南2号含む）の計6系統を阪急バスに委託する。
- 2001年3月24日 - 特南2号系統を新設する。19号、20号、南3号、南8号の計4系統を京阪バスに、13号、81号の計2系統を阪急バスにそれぞれ委託する。
- 2003年3月16日 - 78号、84号、南5号（臨南5号含む）の各系統を横大路営業所に移管し、京阪バスに委託する。
- 2004年
  - 3月20日 - 特81号系統を新設し、臨18号系統を廃止する。8号系統を梅津営業所から移管し阪急バスに委託する。
  - 11月1日 - 6号系統を西賀茂営業所から移管し阪急バスに、75号系統を梅津営業所から移管し京阪バスにそれぞれ委託する。
- 2005年
  - 3月12日 - 臨南2号系統を廃止する。
  - 7月23日 - 84号系統をMKタクシーが、臨南5系統をヤサカタクシーがそれぞれジャンボタクシーによる試験運行を開始する。
- 2006年3月11日 - 100円循環バスを烏丸営業所から移管し京阪バスに委託する。
- 2007年3月10日 - 75号系統を九条営業所に移管される。
- 2007年4月1日 - 臨南5号系統の委託先がヤサカタクシーからエムケイに変更され、あわせて小型バス（始発から8時30分までの間は従来どおり、ジャンボタクシーでの運行）での運行になった。
- 2011年4月1日 - 19号、20号、78号、南5号、100円循環バスの各系統が京阪バスから西日本JRバスに委託変更となる[1]。
- 2014年3月22日 - ダイヤ大改正で6系統を九条営業所（京阪バス）に、8系統を梅津営業所（西日本JRバス）に、42、78系統を洛西営業所（近鉄バス）に移管する。16系統を九条営業所（京阪バス）から移管されエムケイに委託する。69系統を洛西営業所（阪急バス）から、水族館シャトルを梅津営業所（京阪バス）から移管され阪急バスに委託する。19、20、南5、100円循環バスの各系統が西日本JRバスから、南3号系統がエムケイから阪急バスに委託先変更となる。
- 2016年3月19日 - 58号系統、急行105号系統を新設する。特南1号系統を洛西営業所（近鉄バス）から移管され阪急バスに委託する。水族館シャトルを急行103号系統として九条営業所に移管する。
- 2018年3月17日 - 京大快速を新設する。臨202号系統を梅津営業所（西日本JRバス）から移管され阪急バスに委託する。
- 2020年3月20日 - 循環1号（100円循環バス）系統と京大快速廃止[2]。
- 2022年3月19日 - 急行105号系統の運行を休止する[3]。
- 2024年6月1日 - 臨南5号系統の系統番号を南6号系統に変更する[4]。

## 担当系統
- 1979年5月 - 1981年5月：13、18、19、20、21、22、22乙、42、43、60、81、82、83、218
- 1981年5月 - 1983年11月：18、19、20、21、22、23、42、43、60、78、81
- 1983年11月 - 1986年3月：18、19、20、21、22、23、42、43、60、78、81、83
- 1986年3月 - 1987年9月：13甲、18、19、20、21、22、23、42、43、60、78、81、83
- 1987年9月 - 1988年6月：13、18、19、20、21、22、23、42、43、60、78、81、特81、83、臨A
- 1988年6月 - 1989年7月：13、18、特18、19、21、22、42、81、特81、南1、南2、臨南2、南3、南4
- 1989年7月 - 1994年3月：13、臨13、18、特18、臨18、19、21、22、42、43、81、特81、南1、南2、臨南2、南3、南4
- 1994年3月 - 1997年10月：13、特13、臨13、18、特18、臨18、19、21、22、42、43、81、特81、南1、南2、臨南2、南3、南4
- 1997年10月 - 2000年3月：13、特13、臨13、18、特18、臨18、19、20、22、42、43、81、南1、南2、南3、南8
- 2000年3月 - 2001年3月
  - 直営：13、特13、臨13、19、20、81、南3、南8
  - 阪急バス委託：18、特18、臨18、22、42、43、南1、南2、臨南2
- 2001年3月 - 2003年3月
  - 阪急バス委託：13、特13、臨13、18、特18、臨18、22、42、43、81、南1、南2、臨南2
  - 京阪バス委託：19、20、南3、南8
- 2003年3月 - 2004年3月
  - 阪急バス委託：13、特13、臨13、18、特18、臨18、22、42、43、81、南1、南2、臨南2
  - 京阪バス委託：19、20、78、84、南3、南8、南5、臨南5
- 2004年3月 - 2004年11月
  - 阪急バス委託：8、13、特13、臨13、18、特18、22、42、43、81、特81、南1、南2、臨南2
  - 京阪バス委託：19、20、78、84、南3、南8、南5、臨南5
- 2004年11月 - 2005年7月
  - 阪急バス委託：6、8、13、特13、臨13、18、特18、22、42、43、81、特81、南1、南2、臨南2
  - 京阪バス委託：19、20、75、78、84、南3、南8、南5、臨南5
- 2005年7月 - 2006年3月
  - 阪急バス委託：6、8、13、特13、臨13、18、特18、22、42、43、81、特81、南1、南2、特南2
  - 京阪バス委託：19、20、75、78、南3、南8、南5、臨南5
  - エムケイ委託：84
  - ヤサカ委託：臨南5
- 2006年3月 - 2007年3月
  - 阪急バス委託：6、8、13、特13、臨13、18、特18、22、42、43、81、特81、南1、南2、特南2
  - 京阪バス委託：19、20、78、南3、南8、南5、臨南5
  - エムケイ委託：84
  - ヤサカ委託：臨南5
- 2007年3月 - 2007年4月
  - 阪急バス委託：6、8、13、特13、臨13、18、特18、22、42、43、81、特81、南1、南2、特南2
  - 京阪バス委託：19、20、78、南3、南8、南5、臨南5、循環1
  - エムケイ委託：84
  - ヤサカ委託：臨南5
- 2007年4月 - 2011年4月
  - 阪急バス委託：6、8、13、特13、臨13、18、特18、22、42、43、81、特81、南1、南2、特南2
  - 京阪バス委託：19、20、78、南5、循環1
  - エムケイ委託：84、南3、臨南5、南8
- 2011年4月 - 2012年3月
  - 阪急バス委託：6、8、13、特13、臨13、18、特18、22、42、43、81、特81、南1、南2、特南2
  - 西日本ジェイアールバス委託：19、20、78、南5、循環1
  - エムケイ委託：84、南3、臨南5、南8
- 2012年3月 - 2014年3月
  - 阪急バス委託：6、8、13、特13、臨13、18、特18、22、42、43、81、特81、南1、南2、特南2
  - 西日本ジェイアールバス委託：19、20、78、南5、循環1
  - エムケイ委託：84、南3、臨南5、南8
- 2014年3月 - 2016年3月
  - 阪急バス委託：13、特13、臨13、18、特18、19、20、22、43、69、81、特81、南1、南2、特南2、南3、南5、循環1、水族館シャトル
  - エムケイ委託：16、84、臨南5、南8
- 2016年3月 - 2019年3月
  - 阪急バス委託：13、特13、臨13、18、特18、19、20、22、43、58、69、81、急行105、南1、特南1、南2、特南2、南3、南5、循環1
  - エムケイ委託：16、84、臨南5、南8
- 2019年3月 - 2020年3月
  - 阪急バス委託：13、特13、臨13、18、特18、19、20、22、43、58、69、81、急行105、南1、特南1、南2、特南2、南3、南5、循環1、京大快速
  - エムケイ委託：16、84、臨南5、南8
- 2020年3月 - 2022年3月
  - 阪急バス委託：13、特13、臨13、18、特18、19、20、22、43、58、69、81、急行105、南1、特南1、南2、特南2、南3、南5
  - エムケイ委託：16、84、臨南5、南8

- 2022年3月 -
  - 阪急バス委託：13、特13、臨13、18、特18、19、20、22、43、69、81、南1、特南1、南2、特南2、南3、南5
  - エムケイ委託：16、84、臨南5、南8

- 2024年6月 -
  - 阪急バス委託：13、特13、18、特18、19、20、22、43、69、81、南1、南2、南3、南5
  - エムケイ委託：16、84、南6、南8

## 現行路線（阪急バス委託路線）

### 13・特13号系統
経路
- 13号：四条烏丸 - 西大路四条 - 西大路駅前 - 久世橋西詰（ → ／ ← 久世殿城町 ← ）久世工業団地前
- 特13号：四条烏丸 - 西大路四条 - 西大路駅前 - 久世橋西詰 - 久世殿城町 - 久我石原町

概要
13号系統は、四条烏丸から西大路通を経由して、南区吉祥院・久世地区を結ぶ路線である。路線名は、西大路線である。操車は壬生操車場で行っている。他のバス路線が貧弱な吉祥院・久世地区にとっては、最も身近な路線である。特13号系統は僅かだが、向日市内を走行する。
平日と土曜の朝には、久世橋を渡らない臨13号系統を運行していたが、2024年6月1日のダイヤ改正をもって廃止された。
京都市営地下鉄とは、四条烏丸で烏丸線と接続しているが、東西線とは接続していない。また、他の鉄道とは、西大路四条・四条大宮・四条烏丸で阪急京都線、西大路駅前でJR京都線と接続している。
四条大宮〜久我石原町間では18号系統も運行されているが、18号系統は大宮通や千本通を通過するのに対し、特13号系統は西大路通や国道171号線を通過する。
沿革（18・旧36・旧58号・68号系統含む）
- 1952年2月：18号系統を新設する。新設時の経路は、祇園 - 四条大宮 - 九条大宮 - 羅城門 - 上鳥羽小学校前 - 久世橋（現：久世橋東詰）である。
- 1954年8月
  - 18号系統の祇園 - 四条河原町を、三条京阪南口（現：三条京阪前）- 河原町三条 - 四条河原町に変更する。
  - 18甲号系統を新設する。新設時の経路は、三条京阪南口 - 河原町三条 - 四条河原町 - 四条大宮 - 九条大宮 - 羅城門 - 上鳥羽小学校前である。
- 1957年
  - 5月
    - 18・18甲号系統は羅城門 - 唐戸町 - 千本十条を羅城門 - 吉祥院天満宮前 - 千本十条に、上鳥羽小学校前 - 久世橋を上鳥羽小学校前 - 地蔵前に変更する。
    - 18甲号系統は上鳥羽小学校前 - 久世橋（東詰）間を延長する。
    - 36号系統を新設する。新設時の経路は、三条京阪南口 - 河原町三条 - 河原町五条 - 西大路五条 - 西大路九条である。

  - 6月
    - 13号系統を新設する。新設時の経路は、三条京阪南口 - 河原町三条 - 河原町五条 - 西大路五条 - 西大路九条 - 久世橋（現：久世橋西詰）である。
    - 18甲号系統は久世橋（東詰）- 久世橋間を延長する。
    - 36号系統を13甲号系統に系統番号を変更する。
- 1957年10月
  - 13甲・18甲号系統を廃止する。
  - 18号系統の羅城門 - 吉祥院天満宮前 - 千本十条を、羅城門 - 唐戸町 - 千本十条に変更する。
  - 58号系統を新設する。新設時の経路は、三条京阪南口 - 河原町三条 - 四条河原町 - 四条大宮 - 九条大宮 - 羅城門 - 上鳥羽小学校前 - （旧道経由） - 久世橋である。
- 1958年10月：18号系統は若松町 - 三条京阪南口間を延長する。
- 1959年5月：13号系統は若松町 - 三条京阪南口間を延長し、四条河原町 - 河原町五条 - 西大路五条を四条河原町 - 西大路四条 - 西大路五条に変更する。
- 1960年6月
  - 13号系統は三条京阪南口 - 若松町間を廃止する。起終点を変更する。
  - 13甲号系統を新設する。新設時の経路は、久世橋 - 大薮校前 - 下久世 - 久世橋 - 西大路九条 - 西大路四条 - 四条河原町 - 河原町三条 - 三条京阪南口である。
  - 18号系統は地蔵前 - 城南宮間を延長する。改正までの旧経路（ 若松町 - 地蔵前間 ）は68号系統に系統番号を変更する。
- 1962年
  - 8月
    - 13号系統は久世橋 - 東土川（現：国道東土川）間を延長する。
    - 13甲号系統を廃止する。
    - 58号系統は若松町 - 三条京阪南口間を延長する。

  - 9月：58号系統の三条京阪南口 - 河原町三条 - 四条河原町を、三条京阪南口 -（ 三条花見小路 ）- 新橋 - 四条京阪前 - 四条河原町に変更する。
  - 11月
    - N13号系統を新設する。新設時の経路は、四条大宮 - 西大路四条 - 西大路九条 - 久世橋である。
    - 18甲号系統を新設する。新設時の経路は、若松町 - 三条京阪南口 - 河原町三条 - 四条河原町 - 四条大宮 - 九条大宮 - 羅城門 - 上鳥羽小学校前 - 小枝橋 - 赤池 - 久我である。
- 1963年
  - 2月：18甲号系統は久我 - 菱妻神社前間を延長する。
  - 5月：58号系統は東土川 - 久世殿城町 - 築山 - 久世橋間を延長する。起終点を変更する。
  - 10月
    - 13甲号系統を新設する。新設時の経路は、東土川 - 久世橋 - 西大路九条 - 西大路四条 - 四条大宮である。
    - 18号系統の小枝橋 - 城南宮を、小枝橋 - 城南宮道に変更する。
- 1964年6月：13号系統の四条河原町 → 河原町三条 → 三条京阪南口を、四条河原町 → 四条花見小路 → 若松町 → 三条京阪南口に変更する。
- 1965年
  - 1月：58甲号系統を新設する。新設時の経路は、東土川 - 久世殿城町 - 築山 - 久世橋 -（旧道経由）- 上鳥羽小学校前 - 羅城門 - 九条大宮 - 四条大宮である。
  - 11月：58甲号系統は四条大宮 - 四条烏丸市バスセンター間を延長する。
- 1969年
  - 1月
    - 13・13甲・58・58甲号系統は東土川操車場前（現：久我石原町）- 国道東土川間を延長する。
    - 18号系統は東土川操車場前 - 城南宮道間を延長し、三条京阪南口 - 若松町間を廃止する。起終点を変更する。
    - 18甲号系統は東土川操車場 - 菱妻神社前間を延長し、四条烏丸 - 若松町間を廃止する。四条烏丸市バスセンター乗り入れを開始する。起終点を変更する。
    - 68号系統を廃止する。

  - 10月：13甲号系統を廃止する。
- 1970年
  - 2月：58・58甲号系統の久世橋東詰 - 上鳥羽村山町間を久世橋通旧道から新道へ変更する。
  - 3月
    - 58号系統の久世橋 - 東土川操車場前間を、久世橋（ → ／ ← 久世殿城町 ← ）久世工業団地前に変更する。
    - 58甲号系統を廃止する。
- 1972年1月：N13号系統は四条河原町 - 四条大宮間を延長し、起終点を変更する。
- 1978年10月
  - N13号系統を13号系統に統合し、廃止する。
  - 13甲号系統を新設する。新設時の経路は、東土川操車場前 - 国道東土川 - 久世橋 - 西大路九条 - 西大路四条 - 四条烏丸である。
  - 18甲号系統の四条烏丸市バスセンター乗り入れを廃止する。
  - 58号系統の三条京阪南口 - 新橋 - 四条京阪前 - 四条河原町を、三条京阪南口 - 河原町三条 - 四条河原町に変更する。
- 1981年5月
  - 13号系統と18号系統を統合し再編する。
    - （13甲 → ）若松町 - 三条京阪前 - 河原町三条 - 四条河原町 - 四条大宮 - 西大路四条 - 西大路九条 - 吉祥院長田町 - 上鳥羽村山町 - 羅城門 - 九条大宮 - 四条大宮 - 四条河原町 - 河原町三条 - 三条京阪前 - 若松町（ ← 13乙）
    - （18甲 → ）久我操車場前（現：久我石原町） - 赤池 - 上鳥羽小学校前 - 羅城門 - 九条大宮 - 大宮五条 - 烏丸五条 - 四条烏丸 - 四条大宮 - 西大路四条 - 西大路九条 - 久世橋 - 久我操車場前（ ← 18乙）

  - 13甲・18甲・58号系統を廃止する。
- 1982年9月：18号系統の大宮五条 - 烏丸五条 - 四条烏丸 - 四条大宮を、大宮五条 - 四条大宮 - 四条烏丸（折り返し）- 四条大宮に変更する。
- 1988年6月
  - 13号系統は若松町 - 四条烏丸間、四条大宮 - 羅城門 - 上鳥羽村山町 - 吉祥院長田町間を廃止する。吉祥院長田町 - 久世橋（現：久世橋西詰）（ → ／ ← 久世殿城町 ← ）久世工業団地前間を延長する。
  - 18号系統は四条烏丸 - 四条大宮をみぶ（現：みぶ操車場前）- 四条大宮に、上鳥羽塔ノ森 - 小枝橋を上鳥羽塔ノ森（ → ／ ← 赤池 ← 城南宮道 ← ）小枝橋に変更する。
  - 特18号系統を新設する。新設時の経路は、四条烏丸 - 四条大宮 - 九条大宮 - 羅城門 - 上鳥羽村山町 - 吉祥院池田町（ → 久世橋東詰 → ／ ← ）上鳥羽馬廻である。
- 1989年7月
  - 臨13号系統を新設する。新設時の経路は、四条烏丸 - 西大路四条 - 西大路九条 - 吉祥院長田町（ → 吉祥院池田町 → ／ ← ）上鳥羽馬廻である。
  - 18A号系統を新設する。新設時の経路は、（甲 → ）三条京阪前 - 河原町三条 - 四条河原町 - 西大路四条 - 西大路九条 - 久世橋 - 久我石原町 - 上鳥羽塔ノ森（ → ／ ← 赤池 ← 城南宮道 ← ）小枝橋 - 上鳥羽小学校前 - 羅城門 - 九条大宮 - 四条大宮 - 四条河原町 - 河原町三条 - 三条京阪前（ ← 乙）である。
  - 臨18号系統を新設する。新設時の経路は、みぶ - 四条大宮 - 九条大宮 - 羅城門 - 上鳥羽小学校前 - 小枝橋（ → 赤池 → ／ ← ）上鳥羽塔ノ森 である。
- 1994年3月
  - 特13号系統を新設する。新設時の経路は、三条京阪前 - 河原町三条 - 四条河原町 - 西大路四条 - 西大路九条 - 久世橋西詰 - 国道東土川 - 久我石原町である。
  - 18号系統の四条大宮 - 西大路四条 - 西大路九条 - 久世橋西詰 - 国道東土川 - 久我石原町間を廃止する。
- 1996年3月：特18号系統の吉祥院池田町（ → 久世橋東詰 → ／ ← ）上鳥羽馬廻を、吉祥院池田町（ → ／ ← 久世橋東詰 ← ）上鳥羽馬廻に変更する。
- 1997年10月：特13号系統の三条京阪前 - 四条烏丸間を廃止する。18A号系統を廃止する。
- 2001年
  - 3月
    - 特18号系統の四条烏丸 - 四条大宮を、みぶ交通局前（現：みぶ操車場前）- 四条大宮に変更する。
    - 臨18号系統は竹田駅西口 - 竹田内畑町 - パルスプラザ前 - 赤池間を延長し、上鳥羽小学校前 - みぶ交通局前を上鳥羽小学校前（ → 上鳥羽 → ／ ← 千本十条 ← ）市民防災センターに変更する。起終点を変更する。

  - 6月：新小枝橋開通に伴い、臨18号系統の竹田内畑町 - 赤池 - 小枝橋を竹田内畑町 - 城南宮 - 小枝橋に変更する。
- 2004年3月：臨18号系統を廃止する。
- 2005年3月：臨18号系統を新設する。新設時の経路は、みぶ交通局前 - 四条大宮 - 九条大宮 - 羅城門 - 上鳥羽小学校前 - 小枝橋 -（竹田内畑町経由、ノンストップ）- 竹田駅西口 - パルスプラザ前 - 上鳥羽塔ノ森 - 久我石原町である。
- 2012年3月
  - 18B号系統を新設する。新設時の経路は、二条駅西口 - みぶ操車場前 - （18号系統） - 久我石原町である。
  - 特18B号系統を新設する。新設時の経路は、二条駅西口 - みぶ操車場前 - （特18号系統） - 久世橋東詰である。
  - 臨18B号系統を新設する。新設時の経路は、二条駅西口 - みぶ操車場前 - （臨18号系統） - 久我石原町である。
- 2014年3月22日：18・特18・臨18号系統の二条駅西口 - みぶ操車場前を延長し、18B・特18B・臨18B号系統を廃止する。
- 2016年3月19日：臨18号系統が城南宮停留所に停車する。
- 2024年6月1日：臨13号系統を廃止する。
- 2025年3月22日：臨18号系統の復路を全便パルスプラザ前始発とする。

停留所およびダイヤ
昼間は、13号系統、特13号系統とも30分間隔で運転している。四条烏丸 - 久世橋西詰間は両系統合わせて約15分間隔で運転している。13号系統の中には入出庫の関係で、四条烏丸→久世工業団地→久世殿城町（→入庫）や、（出庫→）久世橋西詰→久世工業団地→四条烏丸といった経路で運転をする便も存在する。
当系統は壬生操車場にて操車を行う。
その他の特徴
この系統の沿線は観光施設が非常に少なく、著名なところでは壬生寺（最寄停留所は壬生寺道）ぐらいであるが、逆に京都を代表する企業の本社が多く存在する。企業は以下のとおりである。
- NISSHA本社:最寄停留所は四条中新道
- ローム本社:最寄停留所は西大路五条
- 日本新薬本社:最寄停留所は西大路八条
- 堀場製作所本社：最寄停留所は西大路八条
- ワコール本社：最寄停留所は西大路駅前
- ニッセン本社：最寄停留所は吉祥院西ノ茶屋町
- ニデック本社、佐川印刷本社：最寄停留所は久世殿城町

### 18・特18号系統
経路
- 18号：二条駅西口 - 四条大宮 - 羅城門 - 上鳥羽小学校前 - 小枝橋（ → 城南宮道 → ／ ← ）上鳥羽塔ノ森 - 久我石原町
- 特18号：二条駅西口 - 四条大宮 - 羅城門 - 上鳥羽村山町 - 吉祥院池田町（ → 上鳥羽馬廻 → ／ ← ）久世橋東詰
- 臨18号：二条駅西口 - 四条大宮 - 羅城門 - 上鳥羽小学校前 - 小枝橋 - 城南宮 - 竹田駅西口 - パルスプラザ前（ → 上鳥羽塔ノ森 → 久我石原町）

概要
18号系統は、二条駅、四条大宮から大宮通を経由して南区上鳥羽地区を結んでいる路線である。路線名は、上鳥羽線である。二条操車場で操車を行っている。特に他のバス路線がほとんど無い上鳥羽地区にとっては、最も身近な路線である。2012年3月14日改正まで、地下鉄は烏丸線竹田駅しか接続おらず、長らく東西線と接続することはなかったが、同改正で土曜・休日に限り二条駅西口まで延伸された。2014年3月22日改正で全便が二条駅西口発着となった。18号・臨18号系統の往路は上鳥羽村山町に停車せず、18号系統の復路は城南宮道を経由しない。
沿革
13・特13系統を参照
停留所およびダイヤ
昼間は18号系統が30分間隔、特18号系統が60分間隔で運転している。ただし、平日の特18号系統は、昼間の一部時間帯にて30分間隔で運転している。18号系統のうち、午前の久我石原町行きの一部の便、午後の二条駅西口行きの一部の便は、竹田駅西口を経由する。
二条操車場は横大路営業所から遠いため、久我石原町（18号系統）、吉祥院池田町（特18号系統）まで回送し、営業運転に入る便も存在する。逆に、久我石原町（18号系統）、吉祥院池田町（特18号系統）まで営業運転し、回送で横大路営業所に戻る便も存在する。
運賃
当系統は均一系統であるが、竹田駅西口経由便（臨18号系統）は均一区間から外れており、城南宮東口 - 国道赤池間相互は210円である。詳細は「伏見区内における均一区間と均一区間外の境界」の項を参照のこと。

### 19号系統
経路
- 19号：横大路車庫前 - 中書島 - 西大手筋 - 国道大手筋 - 城南宮 - 東寺南門前 - 大石橋 - 京都駅八条口 - 下京区総合庁舎前 - 京都駅前
- 特19号：横大路車庫前 - （19号）- 城南宮 - 小枝橋 - 千本十条 - 上鳥羽小学校前 - 市民防災センター前 - （19号） - 京都駅前

概要
19号系統は、横大路車庫から中書島、国道1号を通って京都駅を結ぶ比較的長い路線である。路線名は、京阪国道線である。主に国道1号を走行するが、人口密度が低い地域のため、利用客数、本数ともに少ない。
2024年6月のダイヤ改正以降、昼間時間帯は市民防災センター前 - 城南宮で旧千本通を経由する特19号系統が運行されている。ただし、旅客案内上はどちらも19号系統として表示される。
沿革
- 1963年5月：19号系統を新設する。新設時の経路は、四条車庫前（現：四条御前通）- 四条堀川 - 五条堀川 - 五条西洞院 - 三哲（現：下京区総合庁舎前）- 京都駅前 - 三哲 - 七条堀川 - 七条大宮（現：七条大宮・京都水族館前） - 東寺南門前 - 城南宮 - 国道大手筋 - 市電大手筋 - 中書島である。
- 1965年11月：四条車庫前 - 四条堀川を、四条烏丸市バスセンター - 四条堀川に変更する。
- 1973年
  - 1月：四条烏丸市バスセンター - 京都駅前間を廃止する。
  - 11月：中書島駅前乗り入れ（ターンテーブル使用）を開始する。
- 1974年11月：中書島駅前乗り入れ（ターンテーブル使用）を廃止する。起終点を変更する。
- 1986年3月：横大路車庫前 - 中書島間を延長する。
- 1987年11月：特19号系統を新設する。新設時の経路は、横大路車庫前 - 中書島 - 西大手筋 - 国道大手筋 - 国道赤池 - パルスプラザ前 - 城南宮東口 - 城南宮 - 東寺南門前 - 七条大宮 - 七条堀川 - 三哲 - 京都駅前である。
- 1988年
  - 6月：19・特19号系統の九条大宮 - 京都駅前を、九条大宮 - 九条近鉄前（ → 九条車庫前 → ／ ← 春日町（現：東寺道）← ）京都駅八条口アバンティ前に変更する。
  - 12月：19・特19号系統の八条口アバンティ前 → 春日町 → 九条近鉄前を、京都駅八条口アバンティ前 → 九条駅前 → 九条近鉄前に変更する。
- 1989年7月：19・特19号系統の九条車庫前（ → 大石橋 → ／ ← 九条駅前 ← ）京都駅八条口アバンティ前を、九条車庫前 - 大石橋（ → 京都駅八条口アバンティ前 → ／ ← 八条竹田街道（現：京都駅八条口アバンティ前）← ）京都駅八条口 - 京都駅前に変更する。
- 1997年10月：特19号系統を廃止する。
- 2024年6月：特19号系統を新設する。新設時の経路は、横大路車庫前 - 中書島 - 西大手筋 - 国道大手筋 - 城南宮 - 小枝橋 - 千本十条 - 上鳥羽小学校前 - 市民防災センター前 - 東寺南門前 - 大石橋 - 京都駅八条口 - 下京区総合庁舎前 - 京都駅前である。

停留所およびダイヤ
平日・土曜日は60分間隔、日曜日・祝日は60 - 120分間隔で運転している。
運賃
京都駅前 - 中書島間では均一区間外を含むが、一日乗車券が利用できる。

### 20号系統
経路
- 20号：横大路車庫前 - 中書島 - 国道大手筋 - 府道横大路 - 免許試験場前 - 宮前橋西詰 - 京阪淀駅 - 納所町 - 府道横大路 - 国道大手筋 - 中書島 - 横大路車庫前

概要
20号系統は、横大路車庫から中書島、府道横大路を通って、宮前橋西詰を結んでいる路線である。府道横大路 - 京阪淀駅間は、桂川右岸経由と左岸経由があり、甲（右回り）と乙（左回り）の双方向循環である。一部の便は京阪中書島・伏見港公園発着である。
京阪沿線から運転免許試験場へのアクセスとしても用いられている。また、本系統は京都市営バスの中で最南端を走る。
淀地区の小学校の通学の便を確保するため、平日の朝には府道横大路発右岸経由京阪淀駅まで、夕方には京阪淀駅発右岸経由菱川までの便が存在する（ともに休校日は運休）。
沿革
- 1997年10月
  - 20号系統を新設する（かつて京都駅前 - 淀を運行していた旧20号系統とは全く関連がない）。新設時の経路は、横大路車庫前 - 中書島 - 西大手筋 - 国道大手筋 - 府道横大路 - 菱川 - 宮前橋西詰 - 納所町 - 府道横大路 - 国道大手筋 - 西大手筋 - 中書島 - 横大路車庫前である。
  - 特20号系統を新設する。新設時の経路は、横大路車庫前 - 中書島 - 西大手筋 - 国道大手筋 - 府道横大路 - 菱川 - 宮前橋西詰 - 淀 - 納所町 - 府道横大路 - 国道大手筋 - 西大手筋 - 中書島 - 横大路車庫前である。
- 2004年8月：20号系統の一部便を京阪中書島・伏見港公園発着に変更する。
- 2014年2月8日：淀駅駅前広場の整備に伴い、淀停留所を移設し京阪淀駅に改め、同時に京阪淀駅を市バス・京都バス一日乗車券（現・バス一日券）カード使用可能エリア内に組み入れ、その一日乗車券カード使用可能エリアの境界を宮前橋西詰 - 納所町から京阪淀駅 - 納所町に変更となる。20号系統の宮前橋西詰 - 納所町を、宮前橋西詰 - 京阪淀駅 - 納所町に変更する[5]。特20号系統を廃止する。これにより中書島発の時点での方向幕表記を右回りは「宮前橋 免許試験場」から「南横大路 京阪淀駅」に、左回りは「菱川 免許試験場」から「免許試験場 京阪淀駅」に変更した。

停留所およびダイヤ
概ね60分間隔で運転している。大型・中型バスにて運用している
運賃
均一区間外にて210〜220円の設定があるが、概ね230円である。均一区間外のうち、中書島/京阪中書島・伏見港公園 - 横大路車庫間と納所町 - 洛水高校前間での乗降にはバス一日券は使用できない（ただし、バス一日券使用可能エリア内を通る免許試験場経由であれば、中書島/京阪中書島・伏見港公園 - 京阪淀駅間で乗降ができる。バス一日券使用可能エリアから乗車し、納所町 -（南横大路経由）- 洛水高校前間を跨いで再度使用可能エリア内に入る京阪淀駅および府道横大路以遠で乗降する場合は、別途差額運賃が必要となる）。なお、均一区間外にも乗車できる地下鉄・バス一日券の場合は上記の停留所を含む全停留所で乗降可能である。

### 22号系統
経路
- 22号：横大路車庫前 - 中書島 - 西大手筋 - 国道大手筋 - 八丁畷 - 府道横大路 - 菱川 - 久我 - 久我石原町 - 南工業団地前
- 伏見港22号：京阪中書島・伏見港公園 - 西大手筋 - 国道大手筋 - 八丁畷 - 府道横大路 - 菱川 - 久我 - 久我石原町 - 南工業団地前

概要
22号系統は、伏見区中心部（中書島、西大手筋）と伏見区下鳥羽・横大路・羽束師・久我地区を結ぶ路線である。路線名は、羽束師線である。羽束師地区、久我地区にとっては、最も身近なバス路線である。烏丸線に接続する南2号系統よりも本数が多い。鉄道とは、中書島（京阪中書島・伏見港公園）で京阪本線・京阪宇治線と接続しているのみである。
沿革（1981年5月以降の23号系統含む）
- 1954年8月
  - 22号系統を新設する。新設時の経路は、祇園 - 四条烏丸 - 烏丸塩小路 - 塩小路高倉 - 棒鼻 - 京橋 - 八丁畷 - 横大路北口 - 羽束師橋西詰（のちの羽束師、2002年4月廃止）である。
    - 朝夕のみ運行する。

  - 22甲号系統を新設する。新設時の経路は、祇園 - 四条烏丸 - 烏丸塩小路 - 塩小路高倉 - 棒鼻 - 京橋 - グランド前（現：桃陵団地前）- 向島である。
    - 朝夕のみ運行する。

  - 22乙号系統を新設する。新設時の経路は、祇園 - 四条烏丸 - 烏丸塩小路 - 塩小路高倉 - 棒鼻 - 京橋 - 中書島である。
- 1955年6月
  - 22号系統の一部経路の異なる便（祇園 - 四条烏丸 - 烏丸塩小路 - 塩小路高倉 - 棒鼻 - 京橋 - 八丁畷 - 国道下鳥羽 - 下鳥羽 - 横大路北口 - 羽束師橋西詰）を新設する。
    - 朝夕のみ運行する。
    - 当時は、同一系統でも経路の異なる便の設定があった。

  - 22甲号系統の祇園 - 四条烏丸 - 塩小路高倉を西洞院塩小路（現：下京区総合庁舎前）- 京都駅前 - 塩小路高倉に、京橋 - 向島を京橋 - 羽束師橋西詰に変更する。
    - 朝夕以外運行する。

  - 22乙号系統の祇園 - 四条烏丸 - 塩小路高倉を西洞院塩小路 - 京都駅前 - 塩小路高倉に、京橋 - 中書島を京橋 - 向島に変更する。
    - 朝夕以外運行する。
- 1956年
  - 2月：22号系統の祇園 - 四条烏丸 - 塩小路高倉を、西大路三条 - 西大路四条 - 四条河原町 - 塩小路高倉に変更する。
  - 8月
    - 22甲号系統を22号系統に統合し、廃止する。
    - 22号系統の西大路三条 - 塩小路高倉を、西洞院塩小路 - 京都駅前 - 塩小路高倉に変更する。終日運行に変更する。
    - 22乙号系統を22甲号系統に系統番号を変更する。
- 1957年
  - 5月
    - 22号系統は羽束師橋西詰 - 樋爪口 - 羽束師（現：菱川）間を延長する。西洞院塩小路 - 京橋 - 八丁畷（ - 国道下鳥羽 - 下鳥羽 - ）横大路北口を、中書島 - 市電大手筋（現：西大手筋）- 国道大手筋（ → 下鳥羽 → ／ ← ）横大路北口に変更する。
    - 22甲号系統を廃止する。

  - 6月：国道大手筋（ → 下鳥羽 → ／ ← ）横大路北口を、国道大手筋 - 下鳥羽 - 横大路北口に変更する。
  - 7月：羽束師 - 久我間を延長する。
- 1963年5月：久我 - 東土川（現：国道東土川）間を延長する。
- 1966年12月：21甲号系統を新設する。新設時の経路は、中書島 - 市電大手筋 - 国道大手筋 - 国道下鳥羽 - 樋爪口 - 淀である。
- 1969年1月：東土川操車場（のちの久我操車場、1988年6月廃止）移転に伴い、東土川操車場前（現：久我石原町）- 東土川間を廃止する。
- 1973年
  - 1月
    - 22甲号系統を新設する。新設時の経路は、東土川操車場前 - 久我 - 樋爪口 - 淀である。
    - 21甲号系統を22乙号系統に系統番号を変更する。

  - 11月：22・22乙号系統は中書島駅前乗り入れを開始する（ターンテーブル使用）。
- 1978年10月：22甲号系統を廃止する。
- 1979年5月：22・22乙号系統は横大路車庫前 - 中書島間を延長する。
- 1980年9月：特22号系統を新設する。新設時の経路は、淀 - 樋爪口 - 久我 - 東土川操車場前である。
- 1981年5月：22乙号系統を23号系統に系統番号を変更する。特22号系統を廃止する。
- 1988年6月：久我操車場廃止に伴い、久我石原町 - 南工業団地前間を延長する。23号系統を廃止する。
- 1997年10月：中書島駅前乗り入れ（ターンテーブル使用）を廃止する。
- 2002年4月：旧羽束師橋取り壊しに伴い、横大路 - 羽束師 - 樋爪口 - 菱川を横大路 - 八丁畷 - 府道横大路 - 菱川に変更する。
- 2004年8月：京阪中書島・伏見港公園停留所新設に伴い、伏見港22号系統を新設する。新設時の経路は、京阪中書島・伏見港公園 - 中書島 - 西大手筋 - 国道大手筋 - 国道下鳥羽 - 横大路 - 八丁畷 - 府道横大路 - 菱川 - 久我 - 久我石原町 - 南工業団地前。
- 2024年6月：国道大手筋 - 国道下鳥羽 - 下鳥羽 - 横大路 - 八丁畷を府道経由にし、国道大手筋 - 八丁畷に変更する。これにより所要時間が4～6分短縮される[4]。廃止区間は南8号系統が運行する。

路線設定当時から、現在とは多少経路が異なるが、伏見区中心部と下鳥羽、横大路、羽束師、久我地区を結んでいた。また、中書島のターンテーブルが廃止されるまで駅前まで乗り入れていた系統のひとつである。
停留所およびダイヤ
昼間は30分間隔で運転している。約半数が京阪中書島・伏見港公園発着である。
運賃
調整系統であるが、横大路車庫前-中書島間を除き均一運賃扱いである。詳しくは「伏見区内における均一区間と均一区間外の境界」を参照。

### 43号系統
経路
- 43号：四条烏丸 - 烏丸五条 - 堀川五条 - 大宮五条 - 西大路五条 - 西大路七条 - 西大路駅前 - 吉祥院天満宮前 - 吉祥院池田町（ → 上鳥羽馬廻 → ／ ← 吉祥院堂ノ後町 ← ）久世橋東詰

概要
43号系統は、四条烏丸から烏丸通、五条通、西大路通を経由して吉祥院地区を結ぶ全長約8kmの路線である。路線名は五条線である。操車は壬生操車場で行なっている。
以前は13・18・42号系統と共に、東土川操車場から三条京阪前まで運行していたのだが、経路変更毎に区間短縮が行われ、現在の経路になる。京都のバス事業を考える会の答申を受け、2005年7月23日から夜間便（19時以降）は弥栄タクシーによるジャンボタクシーで運行されていたが、現在は通常の車両で運転している。
沿革
- 1957年10月：43号系統を新設する。新設時の経路は、三条京阪南口（現：三条京阪前）- 河原町三条 - 河原町五条 - 西大路五条 - 西大路九条 - 吉祥院天満宮前 - 千本十条 - 上鳥羽小学校前である。
- 1958年10月：若松町 - 三条京阪南口間を延長する。
- 1963年5月：上鳥羽小学校前 - 下水処理場前間を延長する。
- 1969年10月：東土川操車場（現：久我石原町）- 久世橋東詰 - 下水処理場前間を延長する。三条京阪南口 - 若松町間を廃止する。起終点を変更する。
- 1970年2月：久世橋東詰 - 上鳥羽村山町間を、久世橋通旧道経由から新道経由へ変更する。
- 1981年5月：若松町 - 三条京阪前間を延長する。吉祥院天満宮前 - 千本十条 - 吉祥院池田町を吉祥院天満宮前 - 塔南高校前 - 吉祥院池田町に、久世橋（現：久世橋西詰）- 東土川操車場前を久世橋（ → 築山 → ／ ← 久世殿城町 ← ）久世工業団地前に変更する。起終点を変更する。
- 1988年6月：吉祥院池田町 - 吉祥院堂ノ後町 - 久世橋東詰 - 久世工業団地前を、吉祥院池田町（ → 上鳥羽馬廻 → ／ ← 吉祥院堂ノ後町 ← ）久世橋東詰に変更する。
- 1989年7月：若松町 - 四条河原町を、四条烏丸 - 四条河原町に変更する。
- 2001年3月：四条烏丸 - 四条河原町 - 河原町五条 - 烏丸五条を、四条烏丸 - 烏丸松原 - 烏丸五条に変更する。
- 2005年7月：夜間便でジャンボタクシー（弥栄タクシー）による運転を開始。
- 2007年4月：ジャンボタクシーによる運転を中止し、大型・中型バスによる運転に戻る。

停留所およびダイヤ
60分間隔で運転している。

### 69号系統
経路
- 69号：二条駅西口 - 四条大宮 - 梅津段町 - 上野橋 - 千代原口 - 物集女 - 洛西口駅前 - JR桂川駅前 - 下津林大般若町（ → 桂高校前 → ／ ← 下桂 ← ）桂駅東口
- 69号：二条駅西口 - 四条大宮 - 梅津段町 - 上野橋 - 千代原口 - 物集女 - 洛西口駅前 - JR桂川駅前

概要
69号系統は、二条駅、四条大宮から右京区西院・梅津地区、西京区上桂・樫原地区を経由して、洛西口駅、桂川駅、桂駅を結ぶ路線である。路線名は上桂線である。操車は二条操車場で行なっている。2004年11月に、みぶ交通局前から二条駅西口まで延長し、JR嵯峨野線、東西線と接続するようになった。2014年10月には、JR桂川駅前を経由するようになり、JR京都線とも接続するようになった。烏丸線と接続していないが、阪急京都線とは大宮駅・桂駅並びに洛西口駅で接続している。
物集女付近では、京都市を外れて向日市内を走る。現在、京都市外を走るのは、当系統と70号系統・南2号・特南2号・西4号・特西4号系統がある。
沿革
- 1962年9月：69号系統を新設する。新設時の経路は、若松町 - 三条京阪南口（現：三条京阪前）- 河原町三条 - 寺町御池（現：京都市役所前）- 堀川御池 - 四条堀川 - 梅津段町 - 上桂西居町 - 千代原口 - 樫原 - 物集女口（現：史跡公園前）である。
- 1965年7月
  - 69号系統は三条京阪南口 - 若松町間を廃止する。物集女口 - 樫原を、東土川（現：国道東土川）- 中久世 - 大久橋 - 久世橋（現：久世橋西詰）- 上久世町 - 桂高校前 - 川島町 - 樫原に変更する。起終点を変更する。
  - 69甲号系統を新設する。新設時の経路は、東土川 - 中久世 - 大久橋 - 久世橋（現：久世橋西詰）- 上久世町 - 桂高校前 - 川島町 - 樫原 - 千代原口 - 上桂西居町 - 梅津段町 - 四条大宮である。
- 1969年1月：69・69甲号系統は東土川操車場前（現：久我石原町）- 東土川間を延長する。
- 1971年3月：69・69甲号系統は中久世 - 大久橋 - 上久世町を、中久世 - 中久世二丁目 - 上久世町に変更する。
- 1973年1月
  - 69号系統は三条京阪南口 - 四条大宮をみぶ（現：みぶ操車場前）- 四条大宮に、樫原 - 桂高校前 - 川島六ノ坪町を樫原 - 物集女 - 川島六ノ坪町に変更する。起終点を変更する。
  - 69甲号系統はみぶ - 四条大宮間を延長し、高田町 - 東土川操車場前間を廃止する。樫原 - 桂高校前 - 川島六ノ坪町を、樫原 - 物集女 - 川島六ノ坪町に変更する。起終点を変更する。
- 1974年4月：69号系統は起終点を変更する。69甲号系統を廃止する。
- 1979年5月：起終点を変更する。
- 1980年2月：69入庫号系統のみ、みぶ →（69号系統）→ 川島六ノ坪町 → 桂高校前に変更する（1981年5月まで）。
- 1981年5月
  - 69号系統の川島六ノ坪町 - 中久世 - 東土川操車場前を、川島六ノ坪町 - 桂高校前 - 桂駅東口に変更する。
  - 特69号系統を新設する。新設時の経路は、桂駅西口 - 樫原小学校前（ → ／ ← 樫原水築町 ← ）樫原 - 千代原口 - 松尾大利町 - 松尾大社前 - 中之島公園（現：嵐山公園）（ → 野々宮 → ／ ← 嵐山 ← ）嵯峨校前（現：嵯峨小学校前）である。
- 1988年6月：69号系統の桂高校前 - 桂駅東口を、桂高校前（ → 桂駅東口 → ／ ← 下津林大般若町 ← ）下桂に変更する。
- 1997年10月：特69号系統を廃止する。
- 2004年11月：二条駅西口 - みぶ交通局前（現：みぶ操車場前）間を延長する。
- 2011年3月：物集女 - 川島六ノ坪町を、物集女 - 洛西口駅前 - 川島六ノ坪町に変更する。
- 2012年3月14日：新設の上野橋停留所に停車する（それまでの上野橋停留所は桂川小学校前停留所に改称）。
- 2014年
  - 3月22日：横大路営業所に移管し阪急バスに委託する。
  - 10月10日：JR桂川駅前のイオンモール京都桂川の開業に合わせ、洛西口駅前 - 自衛隊前 - 桂高校前（ → 桂駅東口 → ／ ← 下津林大般若町 ← ）下桂を、洛西口駅前 - JR桂川駅前 - 牛ヶ瀬 - 下津林大般若町（ → 桂高校前 → ／ ← 下桂 ← ）桂駅東口に変更する。
- 2016年3月19日：西京区役所への来庁者の利便性向上のため、新設された西京区役所前停留所に停車する。
- 2025年3月22日：平日の日中を除き、二条駅西口 - JR桂川駅のみの運行とする。

以下の経路で特69号系統が運行されていたことがある。1981年5月に、西京区役所（最寄停留所：千代原口）への便を図るために新設されたが、阪急嵐山線が並行していることもあり、1997年10月に廃止となった。
- 桂駅西口 - 樫原 - 千代原口 - 松尾大社前 - 中ノ島公園 - 嵯峨小学校前

停留所およびダイヤ
平日・土曜日・休日とも、昼間は40分間隔で運転している。なお、入出庫のために、桂駅東口方面の便の中には、桂駅東口→JR桂川駅前の便も存在する。
運賃
桂川小学校前以北は均一運賃である。それ以外は距離に応じて異なる。
桂川小学校前 - 梅津段町間は70号系統と同一ルートを走行しているが、70号系統は桂川小学校前から桂川街道を経由して桂駅東口に至るのに対し、当系統は桂川小学校前から阪急上桂駅から千代原口、物集女を経由して桂駅東口に至るため、梅津段町 - 桂川小学校前から桂駅東口へ向かう、もしくはその逆の場合、70号系統に比べて距離が長くなり、運賃も高くなる（なお、桂駅東口停留所には同様の注意書きがされている）。

### 81号系統
経路
- 81号：横大路車庫前 - 中書島 - 棒鼻 - 竹田出橋 - 竹田駅東口 - 竹田出橋 - 大石橋 - 京都駅前
- 伏見港81号：京阪中書島・伏見港公園 - 中書島 - 棒鼻 - 竹田出橋 - 竹田駅東口 - 竹田出橋 - 大石橋 - 京都駅前

概要
81号系統は、伏見区深草地区西部、竹田地区と京都駅を結んでいる路線である。路線名は、伏見線である。京都市電9号系統（京都駅 - 中書島、伏見線）の代替路線であり、昔から利用者数は多い。ただ1988年6月に烏丸線京都駅 - 竹田駅間が開業したため、全盛期に比べると利用者数は減少している。京都駅 - 竹田駅は烏丸線と81号系統が並走しており、十条竹田街道（十条駅）、大石橋（九条駅）で乗り換え可能である。また、中書島（一部京阪中書島・伏見港公園）で京阪、京都駅前でJR西日本・近鉄と接続している。
また、1988年以降、地下鉄に接続する形で、竹田駅東口 - 棒鼻 - 西大手筋 - 中書島 - 横大路車庫間に81号系統とは別の独自の路線（南4号系統、南8号系統）を設けて、地下鉄との乗り継ぎを促したが、交通局の想定ほど地下鉄に利用者は遷移しなかった。2004年から81号系統の一部の便を、特81号系統として竹田駅東口を経由するようにし、2014年からは一部便を除いて特81号系統として運行するようになった。2024年6月のダイヤ改正で、全便が竹田駅東口を経由するようになり、81号と特81号は統合された。
棒鼻 - 肥後町間は、北行き（京都駅行き）が、市電伏見線の廃線跡を利用した道路（通称・新竹田街道）を通るのに対し、南行き（横大路車庫行き）は、一方通行の狭い道を通る。
沿革（旧特81号系統、82号系統、83号系統、南4号系統含む）
- 1970年4月
  - 81号系統を新設する。新設時の経路は、京都駅前 - 塩小路高倉 - 大石橋 - 勧進橋 - 棒鼻 - 中書島である。
  - 81甲号系統を新設する。新設時の経路は、京都駅前 - 塩小路高倉 - 大石橋 - 勧進橋 - 棒鼻である。
  - 82号系統を新設する。新設時の経路は、四条河原町（ → 四条烏丸 → 京都駅前 → ／ ← 七条河原町 ← ）塩小路高倉 - 棒鼻 - 中書島である。
  - 83号系統を新設する。新設時の経路は、京都駅前 - 大石橋 - 勧進橋 - 竹田久保町 - 稲荷（現：稲荷大社前）である。
    - 全便、この当時は八条営業所が管轄していた。
- 1971年4月：83号系統の勧進橋 - 竹田久保町 - 稲荷を、勧進橋（ → 竹田久保町 → ／ ← ）稲荷に変更する。
- 1972年7月：82号系統の烏丸七条 → （烏丸通） → 京都駅前を、烏丸七条 → （東洞院通） → 京都駅前に変更する。
- 1973年11月
  - 81号系統は横大路車庫前 - 中書島間を延長の上、八条営業所から横大路営業所に管轄を変更し、起終点を変更する。
  - 82号系統は中書島駅前への乗り入れ（ターンテーブル使用）を開始する。
- 1978年10月
  - 82甲号系統を新設する。新設時の経路は、四条河原町 → 四条烏丸 → 京都駅前 → 塩小路高倉 → 棒鼻 → 中書島である。
  - 82号系統は中書島 - 横大路車庫前間を延長し、起終点を変更する。
  - 81甲号系統を廃止する。
- 1980年10月：82・82甲号系統の烏丸七条 → （東洞院通） → 京都駅前を、烏丸七条 → （烏丸通） → 京都駅前に変更する。
- 1981年5月
  - 81号系統の八条竹田街道（現：京都駅八条口アバンティ前）- 塩小路高倉 - 京都駅前を、八条竹田街道（ → 京都駅八条口 → ／ ← 塩小路高倉 ← ）京都駅前に変更する。
  - 82号系統、82甲号系統を廃止する。
  - 83号系統は京都駅八条口 - 三哲（現：下京区総合庁舎前）- 京都駅前間を延長する。
- 1982年9月：81号系統の八条竹田街道（ → 京都駅八条口 → ／ ← 塩小路高倉 ← ）京都駅前を、八条竹田街道 - 塩小路高倉 - 京都駅前に変更する。
- 1985年4月：83号系統の京都駅八条口 - 三哲 - 京都駅前間を廃止する。
- 1987年
  - 9月
    - 特81号系統（初代）を81号経路とは異なる経路（81号系統の竹田街道経由に対して特81号系統は油小路通経由）で新設する。新設時の経路は、中書島 - （西大手筋・三栖公園前経由、ノンストップ） - パルスプラザ前 - 竹田出橋 - 勧進橋 - 大石橋 - 塩小路高倉 - 京都駅前である。
    - 特81A号系統を（特81号系統と同じく油小路通経由で）新設する。新設時の経路は、中書島 - （西大手筋・三栖公園前経由、ノンストップ） - パルスプラザ前 - 竹田駅西口である。

  - 11月
    - 特81A号系統は京橋停留所、西大手筋停留所に停車する。
    - 特81B号系統を新設する。新設時の経路は、中書島 - 京橋 - 西大手筋 -（三栖公園前）- パルスプラザ前 - 竹田出橋 - （大石橋）（ →（塩小路高倉）→ ／ ← 京都駅八条口 ← ）京都駅前である。
    - 特81号系統を廃止する。
- 1988年6月
  - 81号系統の一部を経路短縮し、南4号系統を新設する。新設時の経路は、横大路車庫前 - 中書島 - 棒鼻 - 竹田出橋 - 竹田駅東口で、これは後の特81A号系統と同一であった。
  - 三栖公園前 - パルスプラザ前間、パルスプラザ前 - 竹田出橋間の停留所新設に伴い、特81A号系統の西大手筋 - 竹田出橋間の全停留所を停車停留所に変更し、特南3号系統に系統番号を変更する。
  - 83号系統の塩小路高倉 - 勧進橋 - 龍谷大学前（竹田街道経由）を、塩小路高倉 - 塩小路橋 - 龍谷大学前（師団街道経由）に変更する。竹田駅東口 - 深草西浦町 - 龍谷大学前間を延長し、南5号系統に系統番号を変更する。
- 1997年10月：特81号系統、南4号系統を廃止する。
- 2004年3月：竹田駅東口経由の特81号系統（2代）を新設する。新設時の経路は、横大路車庫前 - （81号系統） - 竹田出橋 - 竹田駅東口 - 竹田出橋 - （81号系統） - 京都駅前である。
- 2005年3月：81号系統の一部便を京阪中書島・伏見港公園発着に変更する。
- 2014年3月22日：朝の一部便を除き竹田駅東口経由となる。これにより特81号系統は81号系統に統合されたが、朝ラッシュ時のごく一部に竹田駅東口を経由しない便も同一系統番号で残された。
- 2016年3月19日：特81A号系統（南5系統の出入庫用で過去の南4号系統と全く同一の経路で設定していた系統、設定時期不明）を廃止する。
- 2024年6月1日：全便が竹田駅東口を経由するようになり、81号と特81号系統が統合される[4]。

81号系統は、京都市電伏見線が廃止となった1970年4月に八条営業所管轄で誕生した。伏見線には9号系統以外に18号系統（河原町二条 - 京都駅 - 中書島）、19号系統（京都駅 - 稲荷）があり、旧市電系統に合わせて代替系統が設定された。
- 81（市電9号系統の代替）：京都駅前 - 塩小路高倉 - 勧進橋 - 棒鼻 - 中書島
- 82（市電18号系統の代替）：四条河原町 -（北行きは河原町通、南行きは烏丸通経由。北行きは京都駅前には立ち寄らず塩小路高倉の交差点をそのまま直進）- 塩小路高倉 - 勧進橋 - 棒鼻 - 中書島
- 83（市電19号系統の代替）：京都駅前 - 勧進橋 - 稲荷大社前

1973年に横大路営業所が開設したのに伴い、担当営業所は八条から横大路に変更した。またこの関係で、81号系統は中書島 - 横大路車庫前間が延伸され、中書島バス停の位置が変更された。一方82号系統は中書島発着のまま残され、廃止まで市電伏見線乗り場跡の中書島バス停に出入りしていた。
1981年5月の地下鉄烏丸線開業に伴い、82号系統は81号系統に統合となり、竹田街道から四条方面への路線が廃止となった。このとき、81号系統の経路が一部変更（八条竹田街道 - 京都駅間にて、八条竹田街道→京都駅八条口→京都駅前→塩小路高倉→八条竹田街道と変更）されたが、1982年には元の（現在の）経路に戻っている。なお、八条竹田街道とは、現在の京都駅八条口アバンティ前である。
1988年6月の地下鉄烏丸線京都駅 - 竹田駅間開業に伴い、83号系統が廃止となった。また、竹田駅東口発着の南4号系統（横大路車庫前 - 竹田駅東口）が新設となった。前述のとおり、南4号系統の利用は芳しくなく、1997年10月の地下鉄東西線開業に伴い、南4号系統は南8号系統に変わった（詳しくは南8号系統の沿革参照）。
なお、81号系統は、横大路営業所開設以降は一部の例外（開設当時の管轄営業所であった八条営業所が担当していた便もあり）を除いて横大路営業所にて運行していたが、83号系統に関しては、一時期九条営業所、醍醐営業所が運行していた。
現在は朝ラッシュ時の一部を除き竹田駅東口を経由するため、「特81」は案内上では基本的に使用されず、バスの行き先表示は竹田駅東口経由でも81と表示される。しかしバスロケーションシステムなど一部では「特81」と表記、案内される場合もある。
停留所およびダイヤ
現在、始発停留所を朝9時までに出発する便のほとんどを81号系統で運行し、それ以外はすべて特81号系統で運行している。平日の昼間は1時間に4本程度、土曜日・休日は1時間に3本程度運転している。京阪中書島・伏見港公園を起終点とする便は1時間に1本程度で、そのほかの便は横大路車庫前発着である。なお、横大路車庫前発着の便は京阪中書島・伏見港公園は経由しない。車両は大型車での運用が中心だが、時間帯に関わらず中型車で運行の便も存在する。
運賃
81号系統は乗客案内上は均一系統路線であるが、交通局内部では調整系統路線の扱いである。これは、横大路車庫前 - 中書島間が均一区間外であるためである（詳しくは「伏見区内における均一区間と均一区間外の境界」参照）。19号系統と違い、乗客案内上も均一系統路線となっているのは、かつて存在した循環系統との乗り継ぎ割引を適用し、四条界隈に直通していた82号系統の廃止による利便性の低下を最小限にするためである。

### 南1号系統
経路
- 南1号：竹田駅西口 - 竹田内畑町 - パルスプラザ前 - 久我石原町 - 中久世 - 久世七本松 - JR桂川駅前 - 下津林大般若町 - 下桂 - 桂駅東口

概要
南1号系統は、竹田駅と伏見区下鳥羽・久我地区、南区久世地区、西京区下津林・川島地区と桂駅を結んでいる。京都市南西部地域にて、近鉄京都線の駅と阪急京都線の駅とを結ぶ唯一の路線である。竹田操車場で操車を行っている。
特南1号系統は、桂駅からJR桂川駅、久世工業団地を結ぶ路線である。久世工業団地周辺の工場への通勤輸送が主目的であるため、平日・土曜の朝夕のみ運転される。
長らく洛西営業所の担当であったが、2016年3月改正で横大路営業所（阪急バス委託）に移管された。
路線図には表記されていないが、一部の便を除き、桂高校前を始発・終着として運転している。
なお、平成22年度の営業係数調査において当系統は300、また平成26年度の営業係数調査において同じく244と発表され、京都市バス路線中ワースト1位となっている。
沿革（60号系統を含む）
- 1962年
  - 3月：60号系統を新設する。新設時の経路は、久世橋（現：久世橋西詰） - 上久世町 - 阪急桂駅前（現：桂駅東口） - 桂大橋 - 西大路八条 - 西大路七条 - 西大路五条 - 五条坂である。
  - 8月：東土川（現：国道東土川） - 下久世 - 大薮校前 - 久世橋間を延長する。
- 1963年5月
  - 60号系統は五条坂 - 馬町 - 清閑寺前間を延長する。
  - 60甲号系統を新設する。新設時の経路は、東土川 - 下久世 - 大藪校前 - 久世橋 - 上久世町 - 阪急桂駅前 - 桂大橋 - 西大路八条 - 西大路七条 - 西大路五条 - 五条坂である。
- 1967年9月：60・60甲号系統の五条坂 - 馬町 - 清閑寺前を、五条坂（ → 池田町 → ／ ← 馬町 ← ）清閑寺前に変更する。
- 1969年1月：60・60甲号系統の東土川操車場前（現：久我石原町） - 東土川間を延長する。
- 1971年3月：60・60甲号系統の下久世 - 大薮校前 - 上久世町を、下久世 - 中久世 - 上久世町に変更する。
- 1973年11月：60号系統の西大路七条 - 清閑寺前を、西大路七条 - 七条堀川 - 京都駅前に変更する。60甲号系統を廃止する。
- 1981年5月：特60号系統を新設する。新設時の経路は、久我操車場前 - 東土川 - 下久世 - 中久世 - 上久世町 - 桂駅東口である。
- 1982年9月：60・特60号系統の中久世 - 中久世二丁目 - 上久世町を、中久世 - （国道171号線） - 上久世町に変更する。
- 1985年4月：特60号系統を廃止する。
- 1988年
  - 5月：竹田駅西口 - パルスプラザ前 - 久我石原町間を延長する。桂駅東口 - 西大路八条 - 京都駅前間を廃止し、南1号系統に系統番号を変更する。桂高校前 - 桂駅東口を、桂高校前（ → ／ ←下津林大般若町 ← 下桂 ← ）桂駅東口に変更する。
  - 6月：特南1号系統を新設する。新設時の経路は、竹田駅西口 - 竹田内畑町 - 国道赤池 - 国道東土川 - 中久世 - 中久世一丁目 - 久世七本松 - 下津林大般若町 - 桂駅東口である。
    - 下津林大般若町 - 桂駅東口は、特南1甲号系統が下津林大般若町 → 下桂 → 桂駅東口 → 桂高校前 → 下津林大般若町の順で一方循環、特南1乙号系統はその逆回りであった。
- 1990年5月：中久世 - 上久世町 - 久世七本松を、中久世 - 中久世一丁目 - 久世七本松に変更する。
- 1993年6月
  - 南1号系統の久世七本松 - 桂高校前 - 桂駅東口を、南1号甲系統は久世七本松（ → 下津林大般若町 → 下桂 → ／ ← 川島六ノ坪町 ← 桂高校前 ← ）桂駅東口に、南1号乙系統は久世七本松（ → 川島六ノ坪町 → 桂高校前 → ／ ← 下津林大般若町 ← 下桂 ← ）桂駅東口に変更する。
  - 特南1号系統の久世殿城町 - 竹田駅西口を久世殿城町 - 久世工業団地前に、桂駅東口 - 下津林大般若町 - 久世七本松を桂駅東口 - 桂高校前（ - 川島六ノ坪町 - ）（ - 下津林大般若町 - ）久世七本松に変更する。起終点を変更する。
    - 特南1甲号系統は往路が桂駅東口 → 桂高校前 → 川島六ノ坪町 → 久世七本松 → 久世工業団地前、復路が久世工業団地前 → 久世七本松 → 下津林大般若町 → 桂高校前 → 桂駅東口という経路、特南1乙号系統は往路が桂駅東口 → 桂高校前 → 下津林大般若町 → 久世七本松 → 久世工業団地前、復路が久世工業団地前 → 久世七本松 → 川島六ノ坪町 → 桂高校前 → 桂駅東口という経路であり、出入庫便（出庫は甲のみ）として、桂高校前 - 下津林大般若町 - 下桂 - 桂駅東口間の営業運転を開始した。
- 2003年3月
  - 南1号系統の久世七本松 - 川島六ノ坪町 - 桂高校前を、久世七本松 - 下津林大般若町 - 桂高校前に変更する。
  - 特南1甲号系統の復路、特南1乙号系統の往路を廃止し、甲乙を統合する。桂駅東口 - 川島六ノ坪町 - 久世七本松 - 中久世 - 久世工業団地となる。
  - 桂高校前 - 下津林大般若町 - 下桂 - 桂駅東口間の出入庫便営業運転は継続。
- 2008年10月：特南1号系統の高田町 - 久世七本松を、高田町 - JR桂川駅前 - 久世七本松に変更する。
- 2013年3月23日：南1号系統の久世七本松 - 北上久世間を、久世七本松 - JR桂川駅前 - 北上久世に変更する。
- 2024年6月1日：下津林大般若町 - 桂駅東口間で時計回りに循環する乙系統を廃止し、反時計回りに統一する[4]。
- 2025年3月22日：桂駅東口付近の一方循環を廃止し、下桂経由桂駅東口止の単純往復系統となる。

停留所およびダイヤ
南1号系統の下津林大般若町 - 桂駅東口間では、下津林大般若町→桂消防署前→桂駅東口→桂高校前→下津林大般若町と反時計回りで循環する甲系統と、時計回りで循環する乙系統に分かれていたが、2024年6月のダイヤ改正で反時計回りに統合された。
以前は休日の朝と夜に120分程度間隔が開く箇所があったが、現在は概ね60分間隔(平日朝夕・土曜朝に20～40分間隔となる箇所あり)で運行されている。
運賃
運賃は、中久世以南は均一区間の運賃で230円、それ以外の区間は距離に応じて異なる。例外的に、城南宮東口 - 国道赤池間相互の利用は210円である。詳しくは「伏見区内における均一区間と均一区間外の境界」を参照。

### 南2号系統
経路
- 南2号：竹田駅西口 - 竹田内畑町 - パルスプラザ前 - 久我 - 菱川 - 免許試験場前 - 馬場 - JR長岡京東口
- 特南2号：竹田駅西口 - 竹田内畑町 - パルスプラザ前 - 久我 - 菱川 - 馬場 - JR長岡京東口

概要
南2号系統は、竹田駅と伏見区下鳥羽・久我・羽束師地区と長岡京駅を結ぶ路線である。長岡京市に乗り入れており、京都市営バスの中では、京都市外にて鉄道と接続する唯一の路線である。操車は竹田操車場で行なっている。京都市外を走る路線としては、他に69号・70号・西4号・特西4号系統がある。
もともとは旧20、旧23号系統の経路を承継し、地下鉄竹田駅から伏見区久我・羽束師・淀・納所・下鳥羽地区を大きく巡回する系統であったが、当初は伏見区中心部を経由しなかったので、府道横大路 - 中書島 - 西大手筋 - 国道大手筋が追加され、伏見区の中心部から西の地域を大きく巡回する経路になる。
路線の性格上（久我地区の狭隘区間、府道の渋滞等）定時運行が難しい路線だったが、経路の肥大化で更に顕著になったため、現20系統と分割の上、竹田駅西口 - 免許試験場間に営業区間を短縮（前の特南2号の運行区間そのままである）。後に久我・羽束師地区からJR長岡京駅への運行希望に応じる形で特南2号系統を運転したものが好評であったため、何度かダイヤ改正で増便された後、終日JR長岡京駅に乗り入れをする運行形態にするため、南2号の免許試験場前 - JR長岡京東口間が延長され現在の経路となる。そのため、南2号と特南2号の差異は免許試験場前乗り入れの有無しかないにもかかわらず旅客案内上は別の系統として表示していたが、2024年6月のダイヤ改正以降はどちらも南2号として表示されるようになった。
沿革（臨3・旧20・21甲・22乙・23号系統を含む）
- 1949年10月：四条大宮 - 淀に臨時系統を新設し、競馬開催時に運行する。
- 1952年1月：四条大宮 - 淀の臨時系統を臨3号系統に設定する。
- 1960年4月：淀 - 競馬場前（2号入場門）を延長する。
- 1963年9月：四条大宮 - （大宮五条）を、四条大宮（ → （大宮松原） → ／ ←（四条堀川） ← （堀川五条） ← ）（大宮五条）に変更する。
- 1964年10月：20号系統を新設する。新設時の経路は、四条車庫前（現：四条御前通） - 四条堀川 - 堀川五条 - 五条西洞院 - 三哲（現：下京区総合庁舎前） - 京都駅前 - 三哲 - 七条堀川 - 七条大宮（現：七条大宮・京都水族館前） - 東寺南門前 - 城南宮 - 国道大手筋 - 淀である。
- 1965年11月：四条車庫前 - 四条堀川を、四条烏丸市バスセンター - 四条堀川に変更する。
- 1966年12月：21甲号系統を新設する。新設時の経路は、中書島 - 市電大手筋（現：西大手筋） - 国道大手筋 - 国道下鳥羽 - 樋爪口 - 淀である。
- 1972年11月：臨3号系統を廃止する。
- 1973年
  - 1月：20号系統の四条烏丸市バスセンター - 京都駅前間を廃止する。21甲号系統は22乙号系統に系統番号を変更する。
  - 12月：22乙号系統は中書島駅前乗り入れを開始（ターンテーブル使用）する。
- 1974年11月：20号系統の起終点を変更する。
- 1979年5月：22乙号系統は横大路車庫前 - 中書島間を延長する。
- 1986年3月：特20号系統を新設する。新設時の経路は、淀 - 納所町 - 府道横大路 - 横大路車庫前である。
- 1988年6月
  - 20号系統の納所町 - 下鳥羽城ノ越町間、23号系統の樋爪口 - 宮前橋西詰間を統合し、竹田駅西口まで延長し、南2号系統に番号変更する。新設時の経路は、竹田駅西口 - パルスプラザ前 - 国道赤池 - 久我 - 免許試験場前 - 宮前橋西詰 - 府道横大路 - 国道横大路 - 下鳥羽城ノ越町 - 油小路丹波橋（現：油小路丹波橋・アクト京都前） - パルスプラザ前 - 竹田駅西口である。
  - 特南2号系統を新設する。新設時の経路は、竹田駅西口 - パルスプラザ前 - 国道赤池 - 久我 - 免許試験場前である。
  - 臨南2号系統を新設する。新設時の経路は、竹田駅西口 - （南2号） - 宮前橋西詰 - 淀 - 納所町 - （南2号） - 竹田駅西口である。
  - 特20号系統を廃止する。
- 1989年7月：南2・臨南2号系統の府道横大路 - 国道横大路 - 油小路丹波橋を、府道横大路 - 横大路車庫前 - 中書島 - 西大手筋 - 油小路丹波橋に変更する。
- 1997年10月：南2号系統の免許試験場前 - 宮前橋西詰 - 中書島 - 竹田駅西口間を廃止する。特南2号系統を南2号系統に統合し、廃止する。臨南2号系統を廃止する。
- 1999年4月までに、臨南2号系統を新設する。新設時の経路は、竹田駅西口 - 竹田内畑町 - パルスプラザ前である。
- 2001年3月：特南2号系統を新設する。新設時の経路は、竹田駅西口 - パルスプラザ前 - 国道赤池 - 久我 - 樋爪口 - 馬場 - JR長岡京東口である。
- 2004年3月：臨南2号系統の経路を以下のように変更する。
  - 朝便は、パルスプラザ前 - 国道赤池（ → 城南宮 → ／ ← 赤池 ← ）城南宮道間を延長する。
  - 夕便は、竹田内畑町 - パルスプラザ前間を 竹田内畑町（ → 城南宮 → ／ ← パルスプラザ前 ← 赤池 ← ）城南宮道に変更する。
- 2005年3月：臨南2号系統を廃止する。
- 2006年3月：南2号系統は免許試験場前 - JR長岡京東口間を延長する。
- 2024年6月：旅客案内上南2号と特南2号系統を統合して表示するようになる。

停留所およびダイヤ
南2号系統、特南2号系統合わせて、昼間は20 - 60分間隔で運転している。
運賃
京都市内である竹田駅西口 - 免許試験場間は均一運賃と同じ230円であり、バス一日券および全線定期券も使用できる。ただし、一部区間に210円の区間が存在する。詳しくは「伏見区内における均一区間と均一区間外の境界」を参照。

### 南3号系統
経路
- 南3号：竹田駅西口 - 竹田浄菩提院町 - パルスプラザ前 - 伏見警察署前 - 西大手筋 - 中書島 - 横大路車庫前
- 伏見港南3号：竹田駅西口 - 竹田浄菩提院町 - パルスプラザ前 - 伏見警察署前 - 西大手筋 - 中書島 - 京阪中書島・伏見港公園
- 特南3号：竹田駅西口 - 竹田浄菩提院町 - パルスプラザ前 - 国道下鳥羽 - 西大手筋 - 中書島 - 京阪中書島・伏見港公園

概要
南3号系統は、竹田駅から油小路通、中書島を通って、横大路車庫を結ぶ路線である。沿線は元々人口密度の低い地域であったが、京都市の高度集積地区「らくなん進都」に指定され、京セラなど大企業の本社が移転してきており、本数は増加傾向にある。
沿革（旧特81号系統を含む）
- 1987年
  - 9月
    - 特81号系統を新設する。新設時の経路は、中書島 - （西大手筋・三栖公園前経由、ノンストップ） - パルスプラザ前 - 竹田出橋 - 勧進橋 - 大石橋 - 塩小路高倉 - 京都駅前である。
    - 特81A号系統を新設する。新設時の経路は、中書島 - （西大手筋・三栖公園前経由、ノンストップ） - パルスプラザ前 - 竹田駅西口である。

  - 11月
    - 特81・特81A号系統は京橋停留所、西大手筋停留所に停車する。
    - 特81B号系統を新設する。新設時の経路は、中書島 - 京橋 - 西大手筋 - （三栖公園前） - パルスプラザ前 - 竹田出橋 - （大石橋）（ →（塩小路高倉）→ ／ ← 京都駅八条口 ← ）京都駅前である。
    - 特81B号系統を廃止する。
- 1988年6月
  - 特81A号系統を全停留所停車に変更し、南3号系統に系統番号を変更する。
  - 特81B号系統は特南3号系統に系統番号を変更する。
- 1992年4月までに：特南3号系統を廃止する。
- 1997年10月
  - 特81号系統を廃止する。
  - 南3号系統の起終点を変更し、横大路車庫前 - 中書島間を延長する。
  - 特南3号系統を新設する。新設時の経路は、横大路車庫前 - 中書島 - 西大手筋 - 三栖公園前 - 国道大手筋 - 下鳥羽城ノ越町 - 油小路丹波橋（現：油小路丹波橋・アクト京都前） - 城南宮東口 - 竹田浄菩提院町 - 竹田駅西口である。
- 2004年8月：南3・特南3号系統の一部便の起点を京阪中書島・伏見港公園に変更する。

停留所およびダイヤ
昼間は、1時間に1 - 2本程度で運転している。過半数の便が京阪中書島・伏見港公園発着である。平日と土曜日の朝夕には、伏見区下鳥羽地区に近い国道下鳥羽経由の便も存在する（特南3号系統）。また、本系統と京阪バス6号経路、24号経路が竹田駅西口 - 中書島間で並走しており、南3号系統と合わせて、平日で1時間に3本程度、土曜日、休日で1時間に2本程度で運転している。
運賃
「竹田駅西口 - 中書島」間において、京都市営バス、京阪バスの定期券などの共通化は行っていない。回数券は共通であるが、昼間回数券はパルスプラザ前 - 西大手筋間を含む乗車では市バスのみ利用可能。

### 南5号系統
経路
- 南5号：竹田駅東口 - 深草西浦町 - 稲荷大社前 - 塩小路橋 - 七条京阪前 - （七条河原町） - 塩小路高倉 - 京都駅前
- 特南5号：横大路車庫前 - 中書島 - 竹田駅東口 - 深草西浦町 - 稲荷大社前 - 塩小路橋 - 七条京阪前 - （七条河原町） - 塩小路高倉 - 京都駅前

概要
南5号系統は、竹田駅から伏見区深草地区、東山区月輪（福稲）地区を経由して京都駅を結ぶ路線である。路線名は、稲荷線である。JR奈良線がほとんど並行しているため、沿線は人口密度が高い地域にもかかわらず、従来はおおむね60分間隔の運転と少ない運転本数であったが、沿線の伏見稲荷大社観光のため増加し続ける外国人観光客の利用に対応するため、2015年3月に日中時間帯は1時間に2本の運転へと増発された。2016年3月からは新設の急行105号系統とあわせて、京都駅と稲荷大社前停留所を結ぶ便は15分間隔運転となる。
また当系統は、「南」が付く系統の中で、唯一竹田駅から北方向に向かう路線である。なお、京都駅では5号系統も発着しており、区別のため2016年3月のダイヤ改正で方向幕等の「南」の下に「South」の表記が加えられた。
沿革（旧7号・旧16号・83号系統含む）
- 1950年10月：7号系統を新設する。新設時の経路は、西大路三条 - 西大路四条 - 四条河原町 - 七条内浜（現：七条河原町） - 七条本町 - 二ノ橋 - 稲荷大社 - 藤ノ森である。
- 1951年10月：藤ノ森 - 墨染 - 下町 - 京阪桃山駅前 - 市電大手筋（現：西大手筋） - 京橋 - 八丁畷間を延長する。
- 1952年
  - 4月：西ノ京円町 - 西大路三条間を延長する。
  - 12月：西ノ京円町 - 西大路三条間を廃止する。
- 1953年3月：八丁畷 - 下鳥羽間を延長する。
- 1954年8月：西大路三条 - 西大路四条を、松尾神社前（現：松尾大社前） - 西大路四条に変更する。
- 1956年
  - 8月：松尾神社前 - 西大路四条を西大路三条 - 西大路四条に、京阪桃山駅前 - 下鳥羽を京阪桃山駅前 - 弾正町 - 観月橋北詰 - 桃山南口 - 六地蔵に変更する。
  - 10月：西大路三条 - 四条車庫前（現：四条御前通）間を廃止する。
- 1957年
  - 5月：7号系統を分割し、16号系統を新設する。新設時の経路は、上賀茂神社前 - 北大路堀川 - 烏丸車庫前（現：北大路バスターミナル） - 四条烏丸 - 祇園 - 東福寺 - 稲荷（ → 稲荷大社、1988年廃止）である。
  - 12月：下岸町 - 北大路堀川 - 烏丸車庫前 - 四条烏丸を、下岸町 - 大宮御土居（現：大宮交通公園前） - 今宮神社前 - 船岡山 - 千本北大路 - 四条大宮 - 四条烏丸に変更する。
- 1962年11月：稲荷 - 聖母女学院前 - 東伊達町（現：西久宝寺町） - 藤ノ森神社（現：藤森神社）間を延長する。
- 1964年11月：東山七条 - 聖母女学院前を、東山七条（ → 七条大橋（現：七条京阪前） → 深草飯食町（現：深草西浦町） → ／ ← 東福寺 ← 稲荷 ← ）聖母女学院前に変更する。
- 1970年
  - 4月：83号系統を新設する。新設時の経路は、京都駅前 - 大石橋 - 勧進橋 - 竹田久保町 - 稲荷（現：稲荷大社前）である。
  - 8月：16号系統は46号系統を統合し、聖母女学院前 - 東伊達町 - 藤ノ森神社を、聖母女学院前（ → 東伊達町 → ／ ← 深草西浦町 ← ）藤ノ森神社に変更する。
- 1971年4月：83号系統の勧進橋 - 稲荷を、勧進橋（ → 竹田久保町 → ／ ← ）稲荷に変更する。
- 1972年1月：16号系統の上賀茂神社前 - みぶ（現：みぶ操車場前）間を廃止する。
- 1981年5月：83号系統は京都駅八条口 - 三哲（現：下京区総合庁舎前） - 京都駅前間を延長する。
- 1985年4月：83号系統は京都駅八条口 - 三哲 - 京都駅前間を廃止する。
- 1988年6月
  - 16号系統を廃止する。
  - 83号系統の塩小路高倉 - 勧進橋 - 龍谷大学前を、塩小路高倉 - 塩小路橋 - 龍谷大学前に変更する。竹田駅東口 - 深草西浦町 - 龍谷大学前間を延長し、南5号系統に系統番号を変更する。
- 2014年9月：外国人観光客をはじめとする伏見稲荷大社への利用客増に対応し、9月13日から11月30日までの間の土・休日に増便を行う。
- 2015年3月21日：日中時間帯の運転間隔が1時間に2本へと倍増する。
- 2016年3月19日：特南5号系統を新設する。新設時の経路は、横大路車庫前 - 中書島 - 竹田駅東口 - （南5号系統） - 京都駅前。
- 2017年3月18日：南5・特南5号系統の塩小路橋 - （塩小路通 - 塩小路高倉を、塩小路橋 - 七条京阪前 - （七条河原町） - 塩小路高倉に変更する。

南5号系統は、1988年6月の地下鉄烏丸線の京都 - 竹田間開通時に、56号系統の醍醐車庫前 - 桃陵団地前 - 稲荷大社前 - 京都駅前を深草西浦町で南北に分割する形で誕生した。北側を南5号系統、南側を南6号系統（現在は廃止）とした。なお、56号系統については、南6号系統の沿革の項にて述べる。
1988年6月の誕生以降、長く経路変更は行なわれなかったが、2016年3月の改正で一部の便が横大路車庫前まで延長された。また、2017年3月の改正で七条京阪前経由に経路変更し、伏見稲荷大社から清水寺方面に乗り換える場合や、その逆の場合に京都駅前に寄る必要がなくなった。同時に、路側スペースがほとんどなくて危険だった塩小路橋停留所の北行きが塩小路通の北側に移設された。なお2020年3月27日には月輪〜塩小路橋間で鴨川東岸線の新道路が開通したが、特に経路は変更されずに従来通り、師団街道経由で運行されている。
なお、運行営業所については、新設当時は横大路営業所であったが、一時期九条営業所運行の時期があった。2003年3月以降、再び横大路営業所で運行している。
停留所およびダイヤ
昼間は30分間隔で運転している。
沿線の伏見稲荷大社は例年全国有数の初詣参拝者があるため、2015年の新春までは正月期等に30分間隔になるよう臨時便が運転されていたが、30分間隔の運転となった2016年の新春は従来通り1時間あたり1本の増発が行われたが、定期便の時刻変更はなかったため、30分間隔となる場合と15分間隔となる場合があった。
操車は横大路営業所にて直接行なっている。

### 特出入系統
経路
- 特出入：みぶ操車場前 - 四条大宮 - 四条烏丸

概要
2014年3月の四条烏丸操車場閉鎖により、13・特13・臨13・43号系統は壬生操車場と新たに設けられた二条操車場で操車することとなったが、四条通の四条堀川〜祇園間は夜間早朝を除き路線バス・マイクロバスを除く大型車の通行が禁止されているため、回送車は四条通経由での出入庫が不可能となった。そのため、短距離の出入庫のためのルートにもかかわらず、客扱いをする路線バス系統とされたのが特出入系統である。ただし、全ての出入庫便が特出入系統となるわけではなく、五条通や御池通経由で回送運行される便もある。
沿革
- 2014年3月22日：特出入系統を新設する。新設時の経路は、みぶ操車場前 - 四条大宮 - 四条烏丸。

停留所およびダイヤ
日中は1時間に1〜4本が運行される。前述のように全ての回送車が特出入系統で運行されないことや、営業所から直接回送される便もあるため、運行本数は時間帯によりばらつきがある。

## 現行路線（エムケイ委託路線）

### 16号系統
経路
- 16号：京都駅八条口 - 京都駅八条口アバンティ前 - 河原町八条 - 大石橋 - 地下鉄十条駅前 - 市民防災センター前 - 九条御前通 - 東寺西門前 - 八条油小路（ → 下京区総合庁舎前 → ／ ← 京都駅八条口 ← ）京都駅前

概要
京都駅と南区の東寺通付近や十条通付近、南区総合庁舎を結ぶ地域の足となっている。鉄道との連絡は、京都駅のほかは九条駅と十条駅で京都市営地下鉄烏丸線、近鉄十条駅（最寄り停留所は十条油小路）で近鉄京都線と連絡する程度である。
沿革（200号系統および2001年までの17号・特17号系統を含む）
- 1976年4月：200号系統を新設する。新設時の経路は、錦林車庫前 - 河原町今出川 - 京都駅前である。
- 1980年2月：京都駅前 - 三哲（現：下京区総合庁舎前） - 京都駅八条口を延長する。
- 1981年5月
  - 200号系統の塩小路高倉 - 京都駅前 - 三哲 - 京都駅八条口を、塩小路高倉 - 京都駅八条口に変更する。京都駅八条口 - 春日町（現：東寺道） - 九条近鉄前 - 東寺南門前（ → 洛陽高校前（現・九条御前通） → ／ ← ）東寺西門前を延長して、17号系統に系統番号を変更する。
  - 特17号系統を新設する。新設時の経路は、錦林車庫前 - （17号系統） - 塩小路高倉（ → ／ ← 京都駅前 ← ）京都駅八条口である。
- 1982年9月：特17号系統の塩小路高倉（ → ／ ← 京都駅前 ← ）京都駅八条口を、塩小路高倉 - 京都駅前に変更する。
- 1987年11月：東寺西門前 → 東寺南門前 → 九条大宮 → 京都駅八条口を、東寺西門前 → 六孫王神社前 → 京都駅八条口に変更する。
- 1996年3月
  - 17号系統は塩小路高倉 - 京都駅八条口アバンティ前を、塩小路高倉 - 京都駅前 - 塩小路高倉 - 京都駅八条口アバンティ前に変更する。
  - 特17号系統を17号系統に統合し廃止する。
- 1997年10月；京都駅前 - 京都駅八条口アバンティ前 - 京都駅八条口（ →九条近鉄前 → 洛陽工業高校前 → ／ ← 八条油小路 ← 六孫王神社前 ← ）東寺西門前を、京都駅前 - 下京区総合庁舎前（ → 九条近鉄前 → 洛陽工業高校前 → ／ ← 八条油小路 ← 六孫王神社前 ← ）東寺西門前に変更する。
- 2001年3月24日
  - 16号系統を新設する。新設時の経路は、京都駅前 - 京都駅八条口アバンティ前 - 東寺西門前 - 洛陽工業高校前（現・九条御前通） - 市民防災センター前 - 河原町十条 - 京都駅八条口アバンティ前 - 京都駅前である。
  - 17号系統の銀閣寺道 - 錦林車庫前および東寺西門前 - 京都駅前を廃止する。特17号系統を廃止する。
- 2004年3月20日：京都駅前 - 八条油小路を八条油小路（ → 下京区総合庁舎前 → ／ ← 京都駅八条口 ← ）京都駅前に、十条駅前（現：地下鉄十条駅前） - 河原町十条 - 京都駅八条口アバンティ前を十条駅前 - 九条車庫前に変更する。
- 2014年3月22日：九条車庫前 - 十条駅前を、京都駅八条口アバンティ前（ → 九条駅前 → ／ ← 大石橋 ← ）地下鉄十条駅前に変更する。
- 2016年3月19日：京都駅八条口アバンティ前（ → 九条駅前 → ／ ← 大石橋 ← ）地下鉄十条駅前を、京都駅八条口 - 京都駅八条口アバンティ前 - 大石橋 - 地下鉄十条駅前に変更する。
- 2017年3月18日：京都駅八条口アバンティ前 - （竹田街道） - 大石橋を、京都駅八条口アバンティ前 - 河原町八条 - 九条河原町 - 大石橋に変更する。新設の河原町東寺道停留所に停車する。

17号系統の京都駅以西と42号系統の京都駅 - 河原町十条 - 市民防災センター前（旧：国道十条）を分離してつなぎ合わせたのが起源である。2001年に新設されたときは京都駅付近を除いて循環する経路であったが、循環系統を表す200番台の系統番号にはならず、かつてみぶ（現：みぶ操車場前） - 藤ノ森神社（現：藤森神社）を運転していた16系統の番号を復活させた。なお、旧16系統と新16系統には重複する停留所は存在しない。2004年に河原町十条には84系統が経由するように変更され、16系統は十条駅前（現：地下鉄十条駅前）から烏丸通を経由して九条車庫前までになったが、2014年に地下鉄十条駅前と京都駅八条口アバンティ前を直結するように再び変更された。さらに、2017年には河原町八条 - 九条河原町間で河原町通を経由するルートに変更された。
停留所およびダイヤ
平日・土休日問わず、昼間は30分間隔で運行している。
車両は日野ポンチョ、三菱ふそうエアロミディMEといった小型バスが主力だが、近年は日野レインボーなどの中型車両でも運行されることが多い。

### 84号系統
経路
- 84号：九条車庫前 - 京都駅八条口 - 九条河原町 - 地下鉄十条駅前 - 近鉄上鳥羽口駅前 - 吉祥院長田町 - 西京極駅前 - 京都先端科学大学前 - 太秦天神川駅前
- 特84号：京都駅前 - 京都駅八条口 - （84号） - 太秦天神川駅前

概要
京都駅から久世橋通・葛野大路通を通って京都外大前を結ぶ路線である。路線名は久世橋線である。路線開設当時から利用者数が少なく、長期に渡り市内系統では営業係数がワーストの系統である。(市営バス全体で、2022年度のワースト1位は洛西営業所の西3号系統である)
葛野大路側の起終点が度々変更されたが、葛野大路・久世橋通経由という基本的な目的は変えられていない。
沿革
- 1981年5月：84号系統を新設する。五条が担当し、新設時の経路は、五条車庫前 - 阪急西京極（現：葛野大路花屋町） - 西京極小学校前 - 吉祥院西ノ茶屋町 - 吉祥院堂ノ後町 - 久世橋通新町 - 十条竹田街道 - 大石橋（ → 八条竹田街道（現：京都駅八条口アバンティ前） → ／ ← 九条車庫前 ← 春日町（現：東寺道） ← ）京都駅八条口である。
- 1982年9月：担当営業所の梅津への移管に伴い、五条車庫前 - 阪急西京極を、梅津車庫前（現：京都外大前） - 光華女子学園前 - 阪急西京極に変更する。
- 1983年11月：松尾橋 - 梅津車庫前を延長する。
- 1986年10月：松尾橋 - 梅津車庫前を廃止する。
- 1988年12月：久世橋通新町 - 京都駅八条口を、久世橋通新町（ → 十条竹田街道 → 大石橋 → ／ ← 十条駅前（現：地下鉄十条駅前） ← 九条駅前 ← ）京都駅八条口（再開発ビルアバンティ前）（現：京都駅八条口アバンティ前）に変更する。
- 1989年7月：四条烏丸 - 梅津車庫前（現：京都外大前）を延長し、都心部に直結する。
- 1993年6月：四条烏丸 - 京都外大前を廃止し、都心部への直通を廃止する。
- 2003年3月16日：担当営業所を梅津より横大路に変更する。
- 2004年3月：起終点を変更する。京都駅八条口アバンティ前 - 久世橋通新町を、京都駅八条口アバンティ前（ → 九条駅前 → ／ ← ）大石橋 - 九条河原町 - 河原町十条 - 十条駅前 - 久世橋通新町に変更する。
- 2007年4月：四条葛野大路 - 京都外大前を、四条葛野大路（ → 庚申前 → ／ ← ）京都外大前に変更する。
- 2008年1月：四条葛野大路（ → 庚申前 → ／ ← ）京都外大前を、四条葛野大路 - 庚申前 - 葛野大路御池（現：京都先端科学大学前） - 太秦天神川駅前に変更する。
- 2015年3月21日：西京極駅前広場の整備に伴い、西京極駅前停留所を新設する。阪急西京極（葛野大路花屋町に改称）- 光華女子学園前を、葛野大路花屋町 - 西京極駅前 - 光華女子学園前に変更し、西京極駅前広場への乗り入れを開始する。
- 2016年3月19日：河原町八条停留所を新設し、京都駅八条口アバンティ前（ → 九条駅前 → ／ ← ）大石橋 - 九条河原町を、京都駅八条口アバンティ前 - 河原町八条 - 九条河原町に変更する。京都駅八条口アバンティ前 - 東寺道 - 九条車庫前を延長する。ただし、この改正で九条車庫前が発着地となったものの、営業所の担当は引き続き横大路営業所のままで変更されなかった。
- 2017年3月18日：新設の河原町東寺道停留所に停車する。
- 2024年6月1日：昼間時間帯に京都駅前を発着する特84号系統を新設する。新設時の経路は、京都駅前 - 京都駅八条口 - 九条河原町 - 地下鉄十条駅前 - 近鉄上鳥羽口駅前 - 吉祥院長田町 - 西京極駅前 - 京都先端科学大学前 - 太秦天神川駅前である。なお、旅客案内上は84号系統として表示される[4]。

停留所およびダイヤ
平日、土曜日の朝が30分毎、平日の日中以降が45 - 50分間隔、土曜日の日中以降と休日が60分毎に運行している。久世橋東詰は復路のみ停車。

### 南8号系統
経路
- 南8号：横大路車庫前 - （府道横大路→） - 八丁畷 - 横大路 - 下鳥羽 - 国道下鳥羽 - 国道大手筋 - 西大手筋 - 中書島 - 桃陵団地前 - 藤ノ森 - 竹田駅東口
- 伏見港南8号：横大路車庫前 - （南8号） - 中書島 - 京阪中書島・伏見港公園

概要
終日小型または中型バスで運行している。
沿革（56号・56甲号・南4号・南6号系統を含む）
- 1963年5月：56号系統を新設する。四条営業所が担当し、新設時の経路は、四条車庫前（現：四条御前通）- 四条烏丸 - 京都駅前 - 塩小路橋 - 藤ノ森中学前（現：藤ノ森）（ → 藤ノ森神社前 → 最上町 → ／ ← 伏見インクライン前 ← 京阪桃山駅前 ← ）御香宮前 - 観月橋北詰 - 桃山南口である。
- 1964年9月：藤ノ森（ → 藤ノ森神社前 → 最上町 → ／ ← 伏見インクライン前 ← 京阪桃山駅前 ← ）御香宮前を、藤ノ森（ → 伏見インクライン前 → 京阪桃山駅前 ← ／ ← 藤ノ森神社前 ← 最上町 ← ）御香宮前に変更する。
- 1965年7月：56甲号系統を新設する。新設時の経路は、四条車庫前 -（56号系統）- 御香宮前 - 伏見桃山城である。
- 1967年12月：四条営業所の廃止により醍醐営業所に担当が移管される。
- 1970年12月：56号・56甲号系統は四条御前通 - 四条烏丸を、四条烏丸市バスセンター（現：廃止）- 四条烏丸に変更する。
- 1973年1月：56甲号系統を廃止する。
- 1974年
  - 4月：起終点を変更する。
  - 11月：烏丸松原 - 四条烏丸市バスセンターを、烏丸松原（ →（烏丸通）→（四条通）→ ／ ←（綾小路通）←（室町通）← ）四条烏丸に変更する。
- 1975年
  - 1月：伏見インクライン前 → 京阪桃山駅前 → 御香宮前を、伏見インクライン前 → 最上町 → 御香宮前に変更する。
  - 12月：醍醐車庫前 - 醍醐池田町 - 六地蔵 - 桃山南口を延長する。
- 1976年4月：56甲号系統を新設する。新設時の経路は、醍醐車庫前 -（56号系統）- 京都駅前である。
- 1981年5月
  - 56号系統は京都駅前 - 四条烏丸を廃止する。
  - 56甲号系統を廃止する。
- 1988年6月
  - 56号系統の龍谷大学前 - 塩小路橋 - 京都駅前を龍谷大学前 - 竹田久保町（ → くいな橋駅前 → ／ ← 竹田出橋 ← ）竹田駅東口に変更し、南6号系統に系統番号を変更する。系統番号変更時の経路は、醍醐車庫前 - 醍醐池田町 - 六地蔵 - 観月橋北詰 - 桃陵団地前 - 最上町（ → 直違橋一丁目 → ／ ← 伏見インクライン前 ← ）藤ノ森 - 深草西浦町 - 龍谷大学前 - 竹田久保町（ → くいな橋駅前 → ／ ← 竹田出橋 ← ）竹田駅東口である。
  - 81号系統の一部を短縮し、南4号系統を新設する。新設時の経路は、横大路車庫前 - 中書島 - 棒鼻 - 竹田出橋 - 竹田駅東口である。
- 1988年7月：道路工事のため、南6号系統の竹田久保町（ → くいな橋駅前 → ／ ← 竹田出橋 ← ）竹田駅東口を、竹田久保町 - 竹田出橋 - 竹田駅東口に変更する。
- 1990年5月：正式に南6号系統の竹田久保町（ → くいな橋駅前 → ／ ← 竹田出橋 ← ）竹田駅東口を、竹田久保町 - 竹田出橋 - 竹田駅東口に変更する。
- 1997年10月
  - 南6号系統の竹田駅東口 - 桃陵団地前間と南4号系統を統合し、南8号系統を新設する。新設時の経路は、横大路車庫前 - 桃陵団地前 - 最上町（ → 直違橋一丁目 → ／ ← 伏見インクライン前 ← ）藤ノ森 - 竹田出橋 - 竹田駅東口 - 竹田出橋 - 棒鼻 - 中書島 - 横大路車庫前である。
  - 南4号系統・南6号系統を廃止する。なお、南6号系統は開設から廃止まで横大路営業所ではなく醍醐営業所が担当していた。
- 2004年3月：竹田出橋 - 棒鼻 - 中書島 - 横大路車庫前を廃止する。
- 2006年4月：横大路車庫前 - 桃陵団地前を、横大路車庫前 - 国道大手筋 - 西大手筋 - 中書島 - 京阪中書島・伏見港公園 - 桃陵団地前に変更する。
- 2024年6月：横大路車庫 - 国道大手筋を、横大路車庫前 - （府道横大路→） - 八丁畷 - 横大路 - 下鳥羽 - 国道下鳥羽 - 国道大手筋に変更する。横大路車庫 - 京阪中書島・伏見港公園の区間便を設定する。竹田駅東口発着便は京阪中書島・伏見港公園を通過に変更する[4]。

停留所およびダイヤ
桃陵団地前 - 竹田駅東口間では近鉄バス09・10番と一部重複する（桃陵団地前 - 最上町と竹田出橋 - 竹田駅東口間。最上町 - 竹田出橋は西墨染通経由）。

### 南6号系統
経路
- 南6号：竹田駅東口 → 深草西浦町 → 僧坊町 → JR藤森駅前 → 藤森神社 → 藤ノ森 → 竹田駅東口

概要
地下鉄竹田延伸時に旧16号系統が廃止されたが、当時はJR藤森駅が開業しておらず、伏見区深草東部地区の交通便の悪化と、沿線に病院があり高齢者の陳情が絶えなかったため、廃止から半年後に竹田駅を始発として新設された深草地区を一方循環する路線である。新設当初は、西口始発であったが、間もなく東口始発に変更された。利用者数が少ない上、大型車では添乗員が必要な狭い経路（旧16系統は廃止まで添乗員が乗車した）のため、開設当初は中型バス、現在は小型バスによる運行が行われている。2024年6月までは臨南5号系統として運行されていたが、ダイヤ改正と同時に「臨+番号」の系統番号が原則廃止され、新たに南6号系統が割り振られた。
沿革
旧16号系統については、南5号系統を参照。
- 1988年12月：臨南5号系統を新設する。新設時の経路は、竹田駅西口 - 竹田出橋 - 伏見区役所深草支所前（現：青少年科学センター前）（ → 聖母女学院前 → 西久宝寺町 → ／ ← ）藤森神社前である。
- 1989年7月：竹田駅西口 - 竹田出橋を、竹田駅東口 - 竹田出橋に変更する。
- 2005年7月：弥栄自動車株式会社によるジャンボタクシーによる運行となる。
- 2006年4月：東寺町 → 教育大学前を、東寺町 → JR藤森駅前 → 教育大学前に変更する。
- 2007年4月：委託先をエムケイに変更する。あわせて、小型バスによる運行に変更される。
- 2024年6月：臨南5号系統の系統番号を南6号系統に変更する[4]。

停留所およびダイヤ
平日、土曜日の朝が30分毎、それ以外の時間帯が60分毎に運行している。

## 移管・廃止系統

### 6号系統
現在は九条営業所が運行

### 8号系統
現在は梅津営業所（西日本ジェイアールバス委託）が運行

### 21号系統
運行されていた経路
21号：横大路車庫前 - 府道横大路 - 国道大手筋 - 中書島 - 観月橋 - 六地蔵 - 醍醐三宝院 - 醍醐新町（ → ／ ← 醍醐北団地 ← ）小野
沿革（旧7号系統を含む）
- 1950年10月：7号系統を新設する。新設時の経路は、西大路三条 - 西大路四条 - 四条河原町 - 七条内浜（現：七条河原町） - 七条本町 - 二ノ橋 - 稲荷大社 - 藤ノ森である。
- 1951年10月：藤ノ森 - 墨染 - 下町 - 京阪桃山駅前 - 市電大手筋（現：国道大手筋） - 京橋 - 八丁畷間を延長する。
- 1952年
  - 4月：西ノ京円町 - 西大路三条間を延長する。
  - 12月：西ノ京円町 - 西大路三条間を廃止する。
- 1953年3月：八丁畷 - 下鳥羽間を延長する。
- 1954年8月：西大路三条 - 西大路四条を、松尾神社前（現：松尾大社前） - 西大路四条に変更する。
- 1956年
  - 8月：松尾神社前 - 西大路四条を西大路三条 - 西大路四条に、京阪桃山駅前 - 下鳥羽を京阪桃山駅前 - 弾正町 - 観月橋北詰 - 桃山南口 - 六地蔵に変更する。
  - 10月：西大路三条 - 四条車庫前（現：四条御前通）間を廃止する。
- 1957年5月：7号系統を分割し21号系統を新設する。新設時の経路は、中書島 - 市電大手筋（現：西大手筋） - 京阪桃山駅前 - 弾正町 - 観月橋北詰 - 町並 - 醍醐である。
- 1962年8月：一部便の中書島 - 市電大手筋 - 京阪桃山駅前 - 弾正町 - 観月橋北詰を、中書島 - 京橋 - 南浜小学校前 - 桃陵団地前 - 観月橋北詰に変更する。
- 1963年
  - 5月：東土川（現：国道東土川） - 久我 - 樋爪口 - 羽束師 - 国道下鳥羽 - 国道大手筋 - 市電大手筋 - 中書島を延長する。
  - 11月：京阪桃山駅前 - 弾正町 - 観月橋北詰を、京阪桃山駅前 - 御香宮前 - 観月橋北詰に変更する。
- 1965年7月：市電大手筋 - 東土川間を廃止し、起終点を変更する。
- 1966年
  - 8月：山科車庫前 - 山科小野 - 醍醐間を延長する。桃陵団地前 - 京橋を、桃陵団地前（ → 南浜小学校前 → ／ ← 御香宮前 ← 市電大手筋 ← ）京橋に変更する。
  - 12月：21甲号系統を新設する。新設時の経路は、中書島 - 市電大手筋 - 国道大手筋 - 国道下鳥羽 - 樋爪口 - 淀である。
- 1967年3月までに：21乙号系統を新設する。新設時の経路は、中書島 - 市電大手筋 - 国道大手筋 - 国道下鳥羽 - 樋爪口 - 久我である。
- 1968年6月：21丙号系統を新設する。新設時の経路は、中書島 - 市電大手筋 - 国道大手筋 - 国道下鳥羽 - 樋爪口である。
- 1969年10月：21丙号系統を廃止する。
- 1970年7月：21号系統の中書島 → 西大手筋 → 御香宮前 → 観月橋北詰を、中書島 → （外環状線） → 観月橋北詰に変更する。
- 1973年1月
  - 21号系統は京橋 - 西大手筋 - 国道大手筋（ → ／ ← 八丁畷 ← ）国道横大路（現：府道横大路）間を延長し、観月橋北詰 → 南浜小学校前 → 京橋を観月橋北詰 → （外環状線） → 京橋に変更する。
  - 21甲号系統は22乙号系統に系統番号を変更する。
  - 21乙号系統を廃止する。
- 1973年4月：国道大手筋（ → ／ ← 八丁畷 ← ）国道横大路を、国道大手筋（ → 八丁畷 → ／ ← ）国道横大路に変更する。
- 1976年4月：国道大手筋（ → 八丁畷 → ／ ← ）国道横大路を、国道大手筋 - 国道横大路 - 横大路車庫前に、醍醐車庫前 - 山科小野 - 醍醐新町を小野（ → 醍醐北団地 → ／ ← ）醍醐新町に変更する。同時に全便が醍醐営業所担当から横大路営業所担当に変更し、担当営業所の移管により、起終点も変更する。
- 1983年11月：醍醐新町（ → ／ ← 醍醐北団地 ← ）小野を、醍醐新町 - 醍醐北団地 - 小野 - 山科小野 - 醍醐車庫前に変更し、醍醐車庫前乗り入れが復活する。ただし、1976年以前とは異なり、全便が横大路車庫担当となったため、醍醐営業所担当便は設定されなかった。
- 1988年6月：醍醐新町 - 醍醐北団地 - 小野 - 山科小野 - 醍醐車庫前を、醍醐新町（ → ／ ← 醍醐北団地 ← ）小野に変更し、1983年改正以前（1976年改正時）の運行形態に戻す。
- 1997年10月：廃止する。

当系統は、伏見区中心部（中書島、西大手筋）と伏見区醍醐地区を結ぶ路線で、六地蔵線と称していた。1997年10月の地下鉄東西線開通に伴う山科区、伏見区醍醐地区からの京都市営バス撤退に伴い、廃止された。伏見区中心部と伏見区醍醐地区を結ぶ数少ない（他に南6号）の公共交通機関であったが、同じ区内であるにもかかわらず両地区の交流が希薄であったこと、京都外環状線の観月橋交差点付近で渋滞に巻き込まれることが多かったことから、本数も利用者も少なかった。
なお、現在は京阪バス洛南6号経路にて代替している。
当系統は六地蔵付近では京都市を外れ、宇治市内を走行していた。

### 42号系統
現在は洛西営業所（近鉄バス委託）が運行

### 75号系統
現在は梅津営業所（直営）

### 78号系統
現在は洛西営業所（近鉄バス委託）が運行

### 急行105号系統
経路
- 急行105号：竹田駅東口 - 深草西浦町 - 稲荷大社前 - （直行） - 京都駅八条口 - （直行） - 京都駅前
- 急行特105号：横大路車庫前 - 中書島 - 竹田駅東口 - 深草西浦町 - 稲荷大社前 - （直行） - 京都駅八条口 - （直行） - 京都駅前

概要
急行105号系統は、京都駅と伏見稲荷大社、竹田駅を結んでいる路線である。
京都駅と伏見稲荷大社を結ぶ系統は南5号系統のみであったが、伏見稲荷大社を訪れる国内外からの多くの観光客の利用のため新設された。これにより、京都駅と伏見稲荷大社を結ぶバス路線は、南5号系統と合わせて日中は1時間あたり片道4本確保される形になった。「急行」ではあるが、実際に急行運転を行うのは京都駅前 - 稲荷大社前間だけである。また、一部便は伏見桃山・中書島エリアに直通する特105号系統として運転している。また京都駅から南へ行く唯一の定期急行バスでもある。
京都駅八条口〜稲荷大社前の運行経路は、烏丸通〜十条通〜師団街道となっている。この内、河原町十条〜十条相深町間は新規路線となる。シーズン中などは、京都駅前から乗車した場合に、京都駅八条口の渋滞により、急行バスではない南5系統より時間がかかることがある。
沿革
- 2016年3月19日
  - 急行105号系統を新設する。新設時の経路は、竹田駅東口 - 深草西浦町 - 稲荷大社前 - （直行） - 京都駅八条口 - （直行） - 京都駅前。
  - 急行特105号系統を新設する。新設時の経路は、横大路車庫前 - 中書島 - 竹田駅東口 - 深草西浦町 - 稲荷大社前 - （直行） - 京都駅八条口 - （直行） - 京都駅前。
- 2020年4月25日
  - 新型コロナウイルス感染拡大防止のため、当面の間土曜及び休日は運休される。
- 2022年3月19日
  - ダイヤの見直しが行われ、休止系統となる[3]。

停留所及びダイヤ
30分間隔で運転している。半数以上は竹田駅東口発着だが、数本は特105号系統として横大路車庫前発着として運転される。

### 218号系統
運行されていた経路
218号：東土川操車場前 - 国道東土川 - 久世橋東詰 - 吉祥院宮ノ西町 - 西大路八条 - 西大路七条 - 七条大宮 - 四条大宮 - 四条烏丸
沿革（217号系統を含む）
- 1972年1月
  - 217号系統を新設する。新設時の経路は、九条車庫前 - 九条大宮 - 祇園 - 東山二条である。
  - 217甲号系統を新設する。新設時の経路は、九条車庫前 - 西大路九条 - 西大路七条 - 七条大宮 - 四条大宮 - 四条烏丸市バスセンターである。
- 1973年1月
  - 217号系統の東山仁王門 - 東山二条を、（東山仁王門 → ／ ← 東山二条 ← ）岡崎公園前に変更する。
  - 217甲号系統は218号系統に系統番号を変更する。
- 1974年11月：218号系統の起終点を変更する。四条烏丸市バスセンターへの乗り入れを廃止する。
- 1976年4月
  - 218号系統の西大路八条 - 西大路九条 - 九条車庫前を、西大路八条 - 吉祥院宮ノ西町 - 吉祥院西ノ茶屋町 - 久世橋東詰 - 東土川操車場前（現：久我石原町）に変更し、起終点を変更する。
  - 217号系統を廃止する。
- 1981年5月：218号系統を廃止する。

### 循環1号系統（100円循環バス）
経路
- 京都市役所前 → 烏丸御池 → 四条烏丸 → 四条河原町 → 京都市役所前

概要
循環1号系統は、土曜・休日（1月1日を除く）に、京都市役所前から御池通、烏丸通、四条通、河原町通を通り、京都市役所前へと循環する路線。1乗車大人、小児かかわらず100円で、環境定期券制度、1日乗車券等も利用可能であった。また、買い物客の利便性を図るため、100円循環バス用の停留所を新設し、全15停留所を設定した。
運行は反時計回り運転のみであるが、2011年2月に社会実験として、時計回りの運行が行われたことがある。
2015年10月より、四条通の歩道拡幅に伴い停留所の設置場所が限られたため、烏丸錦小路、四条高倉東詰、寺町・新京極口の3ヶ所の停留所を廃止し、全12停留所となった。
沿革
- 2000年
  - 4月：循環1号系統を新設する。新設時の経路は、京都市役所前 → 烏丸御池 → 四条烏丸 → 四条河原町西詰 → 四条河原町北詰 → 京都市役所前（循環運転）である。
  - 9月：四条麩屋町停留所を廃止し、寺町・新京極口停留所を新設する。
  - 12月：平日運行の交通社会実験を行う。
- 2001年4月：土曜・休日（1月1日を除く）のみの運行に変更する。
- 2011年
  - 2月：四条通歩道拡張に向けた社会実験開始に伴い、反時計回りの四条高倉東詰停留所を休止にする。時計回り運行を新設する。新設時の経路は、京都市役所前 ← 烏丸御池 ← 四条烏丸 ← 四条河原町西詰 ← 四条河原町北詰 ← 京都市役所前（循環運転）である。
  - 3月：四条通歩道拡張に向けた社会実験終了に伴い、反時計回りの四条高倉東詰停留所に停車する。時計回りを休止する。
- 2015年10月31日：四条通の歩道拡幅に伴い、（旧）四条烏丸、四条高倉東詰、寺町・新京極口の3ヶ所の停留所を廃止する。烏丸錦小路停留所を（新）四条烏丸停留所と改称。四条高倉西詰停留所を、四条高倉停留所と改称[10]。
- 2020年3月15日：廃止[2]。

停留所及びダイヤ
前述の通り、停留所が増設され、また番号も振られていた。詳細は以下のとおり。◎印は新設の停留所。
1. 京都市役所前
2. 御幸町御池 ◎
3. 柳馬場御池 ◎
4. 堺町御池
5. 烏丸御池
6. 烏丸三条
7. 四条烏丸
8. 四条高倉
9. 四条河原町西詰
10. 四条河原町北詰
11. 河原町三条南詰
12. 河原町三条北詰

運転は、1月1日を除く土曜・休日で、京都市役所前発11時から17時で10分間隔であった。
最終の3本は烏丸御池で入庫となっていた。

### 水族館シャトル
急行103号系統を参照

### 京大快速
経路
- 京都駅前 - 四条烏丸 - 烏丸御池 - 京都市役所前 -（ → 京大正門前 → ／ ← 出町柳駅前 ← ）百万遍

概要
京都バスとの共同運行。一部の途中バス停には停車しなかった。東大路通（東山通）の慢性的な渋滞や訪日外国人旅行の増加による車内の混雑を受けて、京都大学への通学客や京大病院への来院客の利便性向上を図り設定された。
沿革
- 2018年3月19日：運行開始[11]。
- 2020年3月19日：運行終了[2]。

## 車両
1981年5月以降、シャーシは三菱自動車（現三菱ふそうトラック・バス）製に統一されていたが、2001年3月の民間委託開始以降、他の3メーカーの車両も他営業所から転属しており、現在では国産4メーカーすべて存在する。
車両は阪急バス委託に在籍しているワンステップバスの3両(2023年4月に烏丸より転属)を除き、ノンステップバスで統一されている。一時期大型車は短尺車を選択し、投入されていた。阪急バス委託、MKバス委託で分けられているが、双方で車両貸し出し、転属が行われることがある。
狭隘路線、不採算路線が多いことから、1987年以降、中型バスを本営業所路線に積極的に投入している。特殊な例として、エムケイからリース購入した中型バス（三菱ふそうKK-MJ27HL、20台）を均一路線専用で投入している。これは、エムケイが路線バス事業参入を目的として中型バスを購入したが、参入自体が中止となり、購入したバスが不要となったためである。詳しくは「エムケイ」の項参照のこと。
MKバス委託では日野ポンチョ、三菱ふそうエアロミディMEといった小型バスで運行されてきたが、近年は阪急バス委託より中型車両の転入、新車投入により、小型、中型車が混用されている。しかし臨南5、南8号系統は路線環境の都合上、原則として小型車で運行される。
低公害バスも積極的に投入しており、2020年4月現在、横大路営業所には以下のバスが所属している。天然ガスバスは2019年度をもって全廃となった。
- 日野LJG-HU8JLGP(2013年製、ノンステップ、電気式ハイブリッドバス ※3色LED式行先表示器) :4台
- 日野LNG-HU8JLGP(2015年製、ノンステップ、電気式ハイブリッドバス) :2台

過去の車両
- 日産ディーゼルKL-UA272KAM改（2001、2002年製、ノンステップ、天然ガスバス、富士重工業製車体）：5台
- 三菱ふそうKL-MP37JK改（2003、2006年製、ノンステップ、天然ガスバス）：計6台
- 日産ディーゼルKL-UA272KAM改（2004年製、ノンステップ、天然ガスバス、西日本車体工業製）：3台

## 伏見区内における均一区間と均一区間外の境界
伏見区内は、京都市営バスのエリアと京阪バスのエリアが複雑に入り組んでおり、京阪バスのエリアでは運賃が210〜220円となる。ただし、特例で以下の区間は均一区間外であっても、便宜的にバス一日券、均一区間有効の定期券、昼間回数券を使用できるようになっている。
- 臨18号系統、南1号系統、南2・特南2号系統：パルスプラザ前 - 国道赤池
- 19号系統：西大手筋 - 城南宮
- 20号系統：西大手筋 - 国道大手筋 - 府道横大路
- 22号系統：西大手筋 - 国道下鳥羽、八丁畷 - 府道横大路
- 南3号系統：パルスプラザ前 - 西大手筋
- 南8号系統：国道大手筋 - 西大手筋

横大路車庫前 - 下三栖 - 中書島、（20号系統）京阪淀駅 - 南横大路 - 府道横大路、（南2号・特南2号系統）樋爪口・免許試験場前 - JR長岡京東口、（南8号系統）横大路車庫前 - 国道大手筋、（京阪中書島・伏見港公園→/中書島←）桃陵団地前 - 御香宮前では、IC定期券や地下鉄・バス一日券は利用可能であるが、バス一日券や均一区間有効の紙の定期券、昼間回数券は利用できない。
なお、伏見地区の均一区間外はスルッとKANSAIが導入されるまでは、京都観光一日（二日）乗車券→地下鉄・バス一日（二日）券が使えなかった。